# Transición presidencial de Barack Obama
La transición presidencial de Barack Obama empezó cuando ganó la elección presidencial de Estados Unidos el 4 de noviembre de 2008. Fue elegido formalmente por el Colegio Electoral el 15 de diciembre de 2008. Los resultados fueron certificados en una sesión conjunta por el Congreso el 8 de enero de 2009, convirtiéndose formalmente en el presidente electo, y fue investido el 20 de enero de 2009.

## Organización de la transición

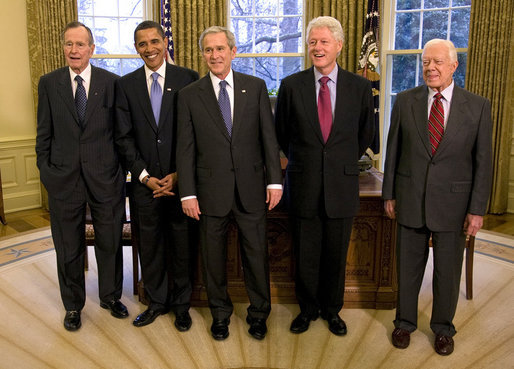
Los presidentes George W. Bush, George H.W. Bush, Bill Clinton y Jimmy Carter y el presidente-electo Barack Obama en la Oficina Oval de la Casa Blanca el 7 de enero de 2009.

La organización de la transición de Obama se llama Proyecto de Transición Obama-Biden. El equipo de transición se convocó durante el apogeo de la campaña, mucho antes de que se conociera el resultado de su victoria, como para empezar a hacer los preparativos para una potencial administración. Es copresidida por John Podesta, quien fue el cuarto y último jefe de Gabinete de la Casa Blanca de Bill Clinton y el presidente/director ejecutivo del Centro para el Progreso Americano, Valerie Jarrett, fue uno de los consejeros más antiguos de Obama, y Pete Rouse, exjefe de Gabinete del Senado para Tom Daschle y recientemente para Obama.
El 5 de noviembre la Administración General de Servicios declaró que Obama era el "aparente ganador," haciéndolo eligible a recibir los fondos de transición y otros servicios gubernamentales, y otorgándole el acceso a su sede de la Transición Presidencial de 2008 en Washington D. C. Podesta estimó que la transición reuniría 450 personas y tendría un presupuesto de $12 millones: $5.2 millones serían pagados por el gobierno federal y los $6.8 millones restantes serían fundados por fuentes privadas, con cada contribución limitada a $5,000. El proyecto de transición no aceptaría dinero del political action committees o de cabilderos federales.

### Equipo de transición
El 5 de noviembre Obama completa su equipo de transición, constituido como organización sin ánimo de lucro y opr tanto exenta de impuestos bajo la ley de impuestos federales de EE. UU. 501(c)(4). El consejo asesor se compone de Carol Browner, William M. Daley, Christopher Edley, Michael Froman, Julius Genachowski, Donald Gips, Janet Napolitano, Federico Peña, Susan Rice, Sonal Shah, Mark Gitenstein y Ted Kaufman.
Los miembros del equipo de transición del personal de categoría sénior incluye:
- Chris Lu – Director ejecutivo
- Dan Pfeiffer – Director de Comunicaciones
- Stephanie Cutter – Portavoz jefe
- Robert Gibbs - Secretario de Prensa[10]
- Cassandra Butts – Consejero general
- Jim Messina – Directora de Personal
- Patrick Gaspard – Director asociado de Personal
- Christine A. Varney - Consejero personal
- Melody Barnes – Codirector de la Agencia de Revisión
- Lisa Brown – Codirector de la Agencia de Revisión
- Phil Schiliro – Director de Relaciones Congresionales
- Michael Strautmanis – Director de Enlace con el Público y Asuntos Intergubernamentales
- Katy Kale – Codirector de Operaciones
- Brad Kiley – Codirector de Operaciones

Joshua Gotbaum y Michael Warren eran la cabeza de la transición del Departamento del Tesoro. Además, Thomas y Donilon Wendy Sherman supervisaron la transición del Departamento de Estado. Por último, John P. Blanco y Michele Flournoy condujeron la transición del Departamento de Defensa.

## Actividades como presidente electo

### Administración Bush

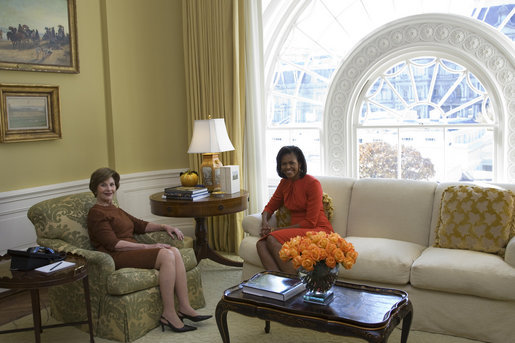
Laura Bush junto con Michelle Obama.

A mediados de octubre, la administración de George W. Bush convocó a un consejo de 14 miembros para ayudar a coordinar al equipo de transición de la campaña del ganador. El The New York Times reportó que el jefe de Gabinete de la Casa Blanca Joshua Bolten planeó después reclutar a su antecesor, Andrew Card, para supervisar la actividad.
El 6 de noviembre, Obama recibió su primer información clasificada de inteligencia del director de National Intelligence John Michael McConnell y del director Michael Hayden, de la Agencia Central de Inteligencia.
El presidente Bush invitó Obama a participar en la Cumbre de Washington del G-20 de 2008 celebrada entre el 15 y 20 de noviembre, sin embargo el equipo de transición de Obama envió al exrepublicano Jim Leach y a la ex secretaria de Estado Madeleine Albright para participar en la delegación. Se esperaba que Obama hiciera frente a una cumbre sobre el calentamiento global de las Naciones Unidas celebrada en diciembre en Polonia o permitir que un representante como Al Gore presentara sus políticas.
El 10 de noviembre, Obama viajó a la Casa Blanca y se reunió con el presidente Bush para discutir las cuestiones de la transición, mientras que la primera dama Laura Bush tomó a Michelle para darle un tour de la mansión. NBC News informó de que Obama avanzó en su programa económico con Bush, pidiéndole que intentara pasar un paquete de estímulo en una sesión rápida del Congreso antes de la investidura. Asimismo, instó a Bush a acelerar el desembolso de $ 25 mil millones en fondos para rescatar a la industria automovilística, y expresó su preocupación por los estadounidenses por la pérdida de sus viviendas mientras incrementaba la taza en las hipotecas.
La administración Bush decidió hacer la transición de la manera más unificada posible para la próxima administración de Obama, ganando elogios de los funcionarios y expertos externos por igual. Según casi todas las cuentas, la administración Bush simplificó el proceso para los nuevos funcionarios a fin de obtener acreditaciones de seguridad , y planeó actividades de capacitación para el siguiente equipo de seguridad nacional, para garantizar que estuviesen preparados para hacer frente a una posible crisis en el primer día en el cargo. Parte de este aumento de la cooperación es requerida por las leyes aprobadas a instancias de la Comisión del 11-S, mientras que por otra parte se le atribuye a la dificultad de que la administración Bush mantuvo con su propia transición, que duró sólo cinco semanas y se consideró que eso tuvo un efecto perjudicial sobre la capacidad de Bush para gobernar. "No estoy seguro si he visto alguna vez a una administración saliente que haya trabajado tan duro, por decir lo correcto," dijo Stephen Hess, de la Institución Brookings. "Esto es realmente memorable".

### Dimisión de las oficinas del Senado
A partir de su elección, el presidente electo Obama y el vicepresidente electo Joseph Biden fueron Senadores titulares de Illinois y Delaware, respectivamente. De acuerdo con el Artículo I, Sección 6 de la Constitución de los Estados Unidos, ambos están obligados a dimitir de sus respectivos escaños en el Senado en o antes del 20 de enero de 2009, para convertirse en presidente y vicepresidente.

#### Transición de Obama del Senado
Obama renunció a la Cámara de Senadores el 16 de noviembre de 2008. Inicialmente, que su reemplazo sería el Gobernador de Illinois Rod Blagojevich. Dado que el plazo para el escaño expira en enero de 2011, no se necesitaría una elección especial durante las elecciones normales en 2010. Se esperaba que Blagojevich nombrara al sucesor de Obama en el Senado el 3 de enero de 2009. Sin embargo, el 9 de diciembre de 2008, el estado de la sucesión de Obama en el Senado fue puesto en duda después de la detención por cargos federales de corrupción de Blagojevich que incluía supuestamente vender su nombramiento. Aunque estuvo en custodia federal y puesto en libertad bajo fianza de 4500 dólares, mientras siga siendo gobernador Blagojevich el seguirá teniendo la autoridad exclusiva para hacer el nombramiento. En vez de eso varios demócratas, entre ellos el senador Dick Durbin, han pedido a la Asamblea General de Illinois para programar una elección especial.
Hablando a través de un sustituto, Obama pidió a Blagojevich su dimisión el 10 de diciembre. Si Blagojevich hubiese dimitido o destituido de su cargo antes de hacer el nombramiento, el cargo hubiese pasado al Teniente Gobernador de Illinois Pat Quinn, reemplazando a Blagojevich como gobernador. Sin embargo, el presidente del Senado de Illinois Emil Jones dijo que llamaría de nuevo a una sesión al Senado para escribir una ley que daría lugar a la sustitución de Obama mediante una elección especial.
Sin embargo, después de que la legislatura estatal no aprobara una ley que obliga a una elección especial para el escaño, el 30 de diciembre, Blagojevich anunció que él nombraba a Roland Burris, ex fiscal general de Illinois, contralor de Illinois y oficial del Departamento del Tesoro de los Estados Unidos, el escaño, citando su deber constitucional en la ausencia de una ley que exige una elección especial. Blagojevich, Burris, y el representante Bobby Rush instaron al público a considerar las calificaciones de Burris como un funcionario público y no los escándalos en que Blagojevich estaba envuelto.
Sin embargo, los demócratas del Senado emitieron una declaración en la que reafirmaban que se negarían a cualquier escaño designado por Blagojevich, alegando que ese individuo sería un representante ineficaz de Illinois, debido a "cuestiones de deshonestidad".
Algunos miembros de la Asamblea Congresional Negra, incluido Rush, expresaron su apoyo al escaño de Burris, siendo el único afroamericano en el Senado; Rush comparó el rechazo de Burri al Senado como un linchamiento. Sin embargo, el presidente electo, Obama emitió una declaración condenando el nombramiento y, de nuevo pidió a Blagojevich que dimitiera.
Además, el Secretario de Estado de Illinois, Jesse Blanco, reiteró que él no certificaría cualquier designación hecha por Blagojevich, aunque no estaba claro si esto evitaría que Burris asumiría el cargo. Además, el Senado no pudo realmente ser capaz de negarse al escaño de Burris, ya que cumplía todos los requisitos constitucionales para la oficina y no estaba involucrado en el escándalo de corrupción de Blagojevich (por la decisión de Powell c. McCormack de la Corte Suprema de los Estados Unidos).
Los académicos legales dijeron que lo más probable sería que Burris estaría en el sentado, aunque el Senado aún podría expulsarlo en ese momento a través de una votación con una mayoría de dos tercios.

#### Transición de Biden del Senado
Biden indicó que seguiría en el Senado hasta que juramentara como vicepresidente el 20 de enero de 2009. El 24 de noviembre de 2008, el gobernador de Delaware Ruth Ann Minner anunció el nombramiento de Ted Kaufman para la sustitución de Biden, sustituyendo a Biden en su renuncia al Senado.
La elección especial para el resto del término de Biden, que expira en enero de 2015, se celebrará en 2010. Kaufman indicó que no sería candidato en la elección especial, aumentando la posibilidad de que el hijo de Biden, fiscal general de Delaware Beau Biden, se postularía en ese período.
Durante su último mandato en el Senado, él fue a una investigación diplomática a Irak, Afganistán y Pakistán, convirtiéndose en el primer vicepresidente electo en llevar a cabo esa misión antes de tomar el cargo. Él renunció a la Cámara de Senadores el 15 de enero de 2009.

### Sitio web Change.gov
El 5 de noviembre de 2008, el equipo de transición lanzó oficialmente su sitio web oficial de transición (change.gov) disponible también en español.
El sitio web incluye un blog y páginas de trabajo en español. También tiene una sección que permite a los visitantes compartir sus historias o visiones para el país. Las personas que solicitan trabajo en la administración de Obama a través de este sitio están obligados a pasar a través de una investigación de consumo y antecedentes penales efectuados por el Choicepoint Corporation. El sitio web usa la licencia Creative Commons.
Como parte de sus esfuerzos en pro de la transparencia, el 5 de diciembre el equipo de transición anunció que "todos los documentos de las reuniones oficiales con organizaciones externas estará a disposición pública para su revisión y discusión en Change.gov".

## Nombramientos de la Administración
Treinta y uno de los nombramientos para el equipo de transición hasta el momento han trabajado también en la administración de Bill Clinton, incluido Podesta, el jefe de Gabinete Rahm Emanuel, y del jefe de Gabinete de Biden Ron Klain.
El nombramiento Lawrence Summers y Timothy F. Geithner en cargos clave de la economía, fue criticado, argumentando que habían participados en la creación de muchas de las condiciones que llevaron a la crisis financiera de 2008, y, por lo tanto, el "fracaso estaba siendo recompensado". En particular Summers, en cuya transición a Secretario del Tesoro, la ley Glass-Steagall, que mantuvo los bancos comerciales fuera de Wall Street, fue derogada, y que durante su mandato fue uno de los principales defensores de la desregulaciones derivadas, junto con Alan Greenspan y Robert Rubin.

### Miembros de la Casa Blanca
- Jefe de Personal: El Representante Rahm Emanuel de Illinois fue seleccionado por el presidente electo Obama el 6 de noviembre, dos días después de la elección.[48]
- Jefe Adjunto de Gabinete: Jim Messina, actual director del personal para el equipo de Transición de Obama y el exjefe de Gabinete de los Senadores Max Baucus, y Mona Sutphen, un funcionario del servicio exterior que trabajó para el Consejo de Seguridad Nacional del presidente Clinton.[49]
- Asesores principales del presidente: Estratega de campaña David Axelrod[50] y Pete Rouse, que ha servido como jefe de Gabinete del Senado de Obama.[49]
- Asesor sénior y asistente del presidente para Relaciones Intergubernamentales y Enlace con el Público: Valerie Jarrett, un abogado que actuó como comisionado de planificación de Chicago y más tarde fue presidente de la Autoridad de Tránsito de Chicago. En 1995, Jarrett dejó el servicio público para unirse a la Corporación Hábitat, una sociedad de gestión inmobiliaria de Chicago.[51]
- Asistente del presidente para Asuntos Legislativos: Phil Schiliro.[52]
- Consejero de la Casa Blanca: Greg Craig.[53]
- Secretario de Gabinete: Chris Lu, exdirector legislativo del Senado de la oficina de Obama.
- Secretario de Personal: Lisa Brown, directora ejecutiva de la Constitución de la Sociedad Americana.[54]
- Secretario de Prensa: Robert Gibbs, anunciado el 22 de noviembre.[55]
- Director de Comunicaciones: Ellen Moran.[55]
- Director Adjunto de Comunicaciones: Dan Pfeiffer.[55]
- Presidente del Consejo de Calidad Ambiental de la Casa Blanca: Nancy Sutley, un conocido miembro de la comunidad LGBT, y teniente alcalde de Los Ángeles.
- Director de la Oficina de Reforma de Salud de la Casa Blanca: Tom Daschle (también nominado a Secretaría de Salud y Servicios Humanos).
- Director Adjunto de la Oficina de Reforma de Salud de la Casa Blanca: Jeanne Lambrew
- Fotógrafo de la Casa Blanca: Pete Souza[56]

### Gabinete y altos asesores
Informes fidedignos indican que el Gabinete y los asesores principales de la administración Obama incluye las siguientes candidaturas. Hubo un retiro, el Gobernador Bill Richardson, a quien Obama lo había nombrado Secretario de Comercio. La administración de Richardson está actualmente en una indagatorio por corrupción federal, manteniendo al mismo tiempo que su gobierno no era responsable de ningún acto ilícito, él se retiró a fin de evitar el largo proceso de obstaculizar la labor del Departamento de Comercio de los Estados Unidos. Actualmente no se ha hecho ningún nombramiento.
OBama nombró a Tim Kaine como nuevo presidente del Comité Nacional Demócrata, en sustitución de Howard Dean que había discrepado fuertemente en el pasado con Obama y sus asesores.

#### Doméstico

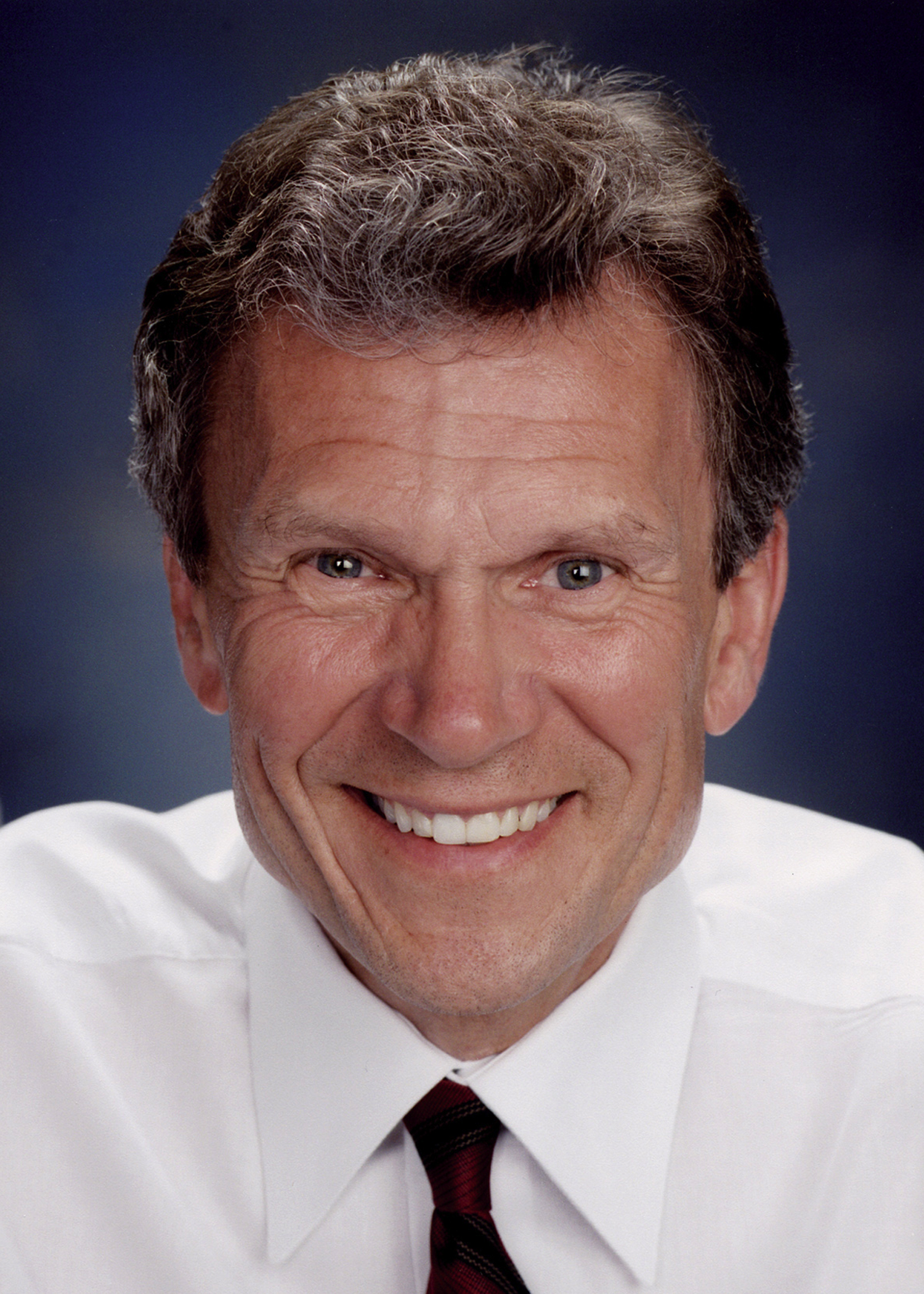
Tom Daschle Secretario de Salud y Servicios Humanos (anunciado el 11 de diciembre de 2008)
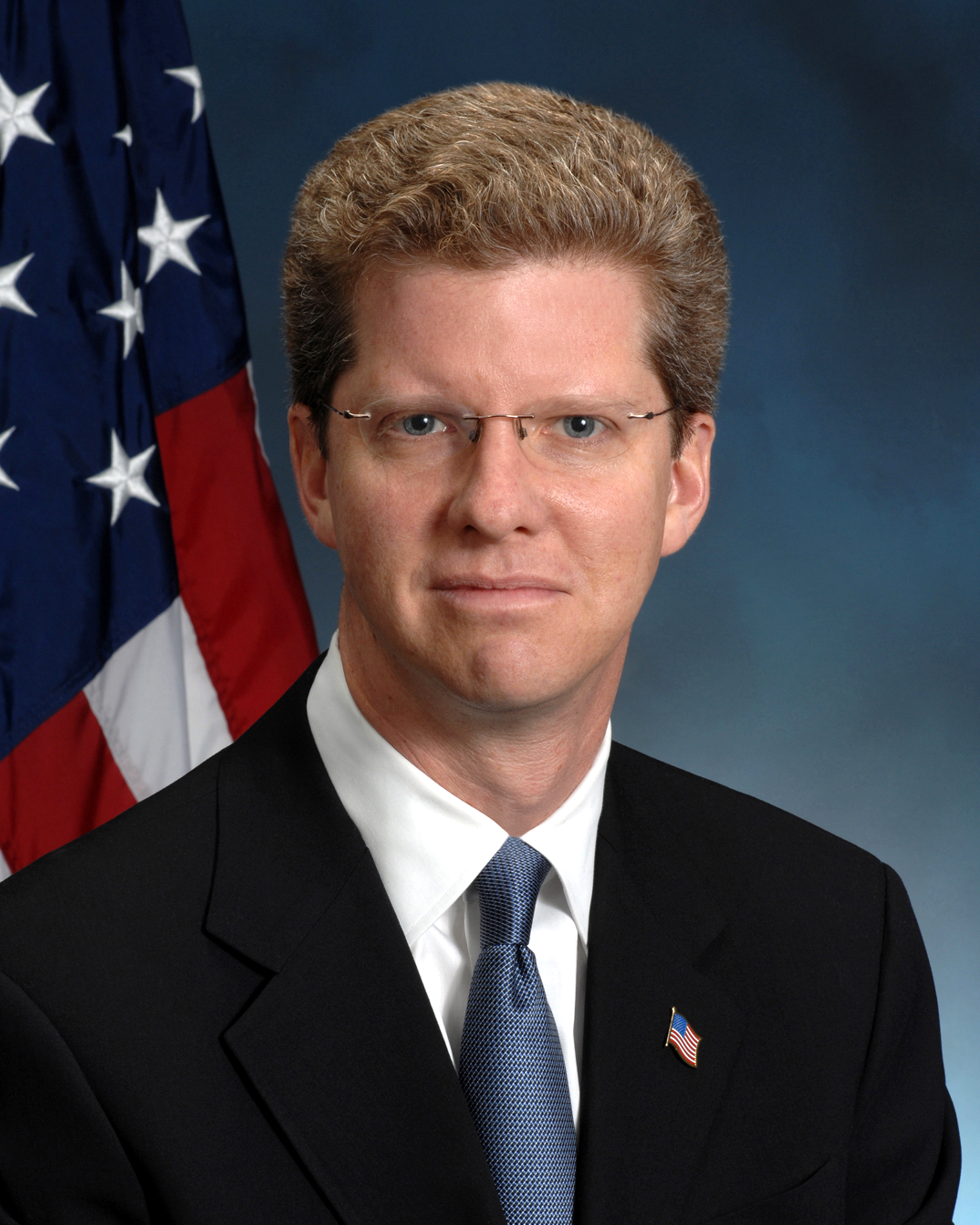
Shaun Donovan Secretario de Vivienda y Desarrollo Urbano (anunciado el 13 de diciembre de 2008)
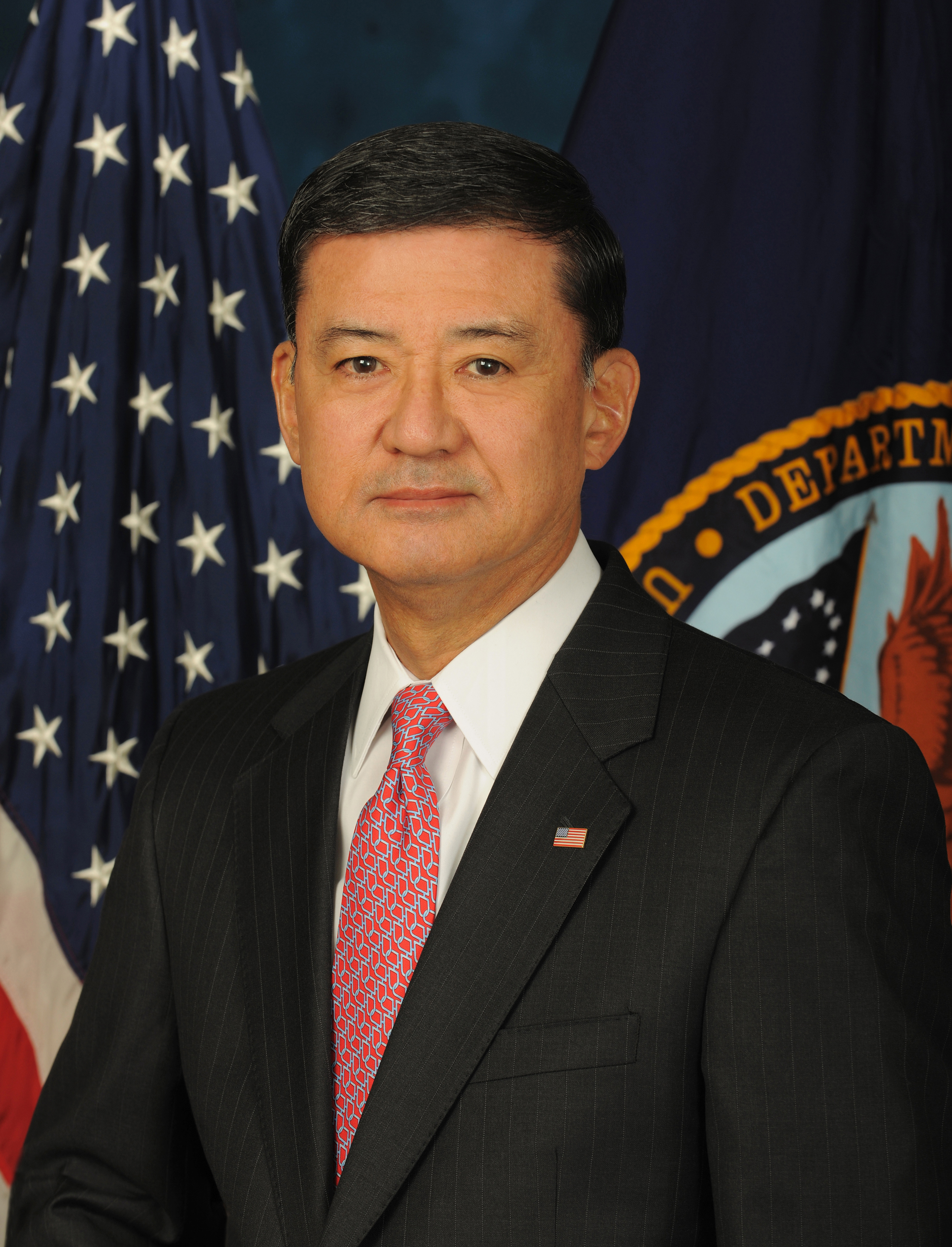
Eric Shinseki Secretario de Asuntos de los Veteranos (anunciado el 7 de diciembre de 2008)
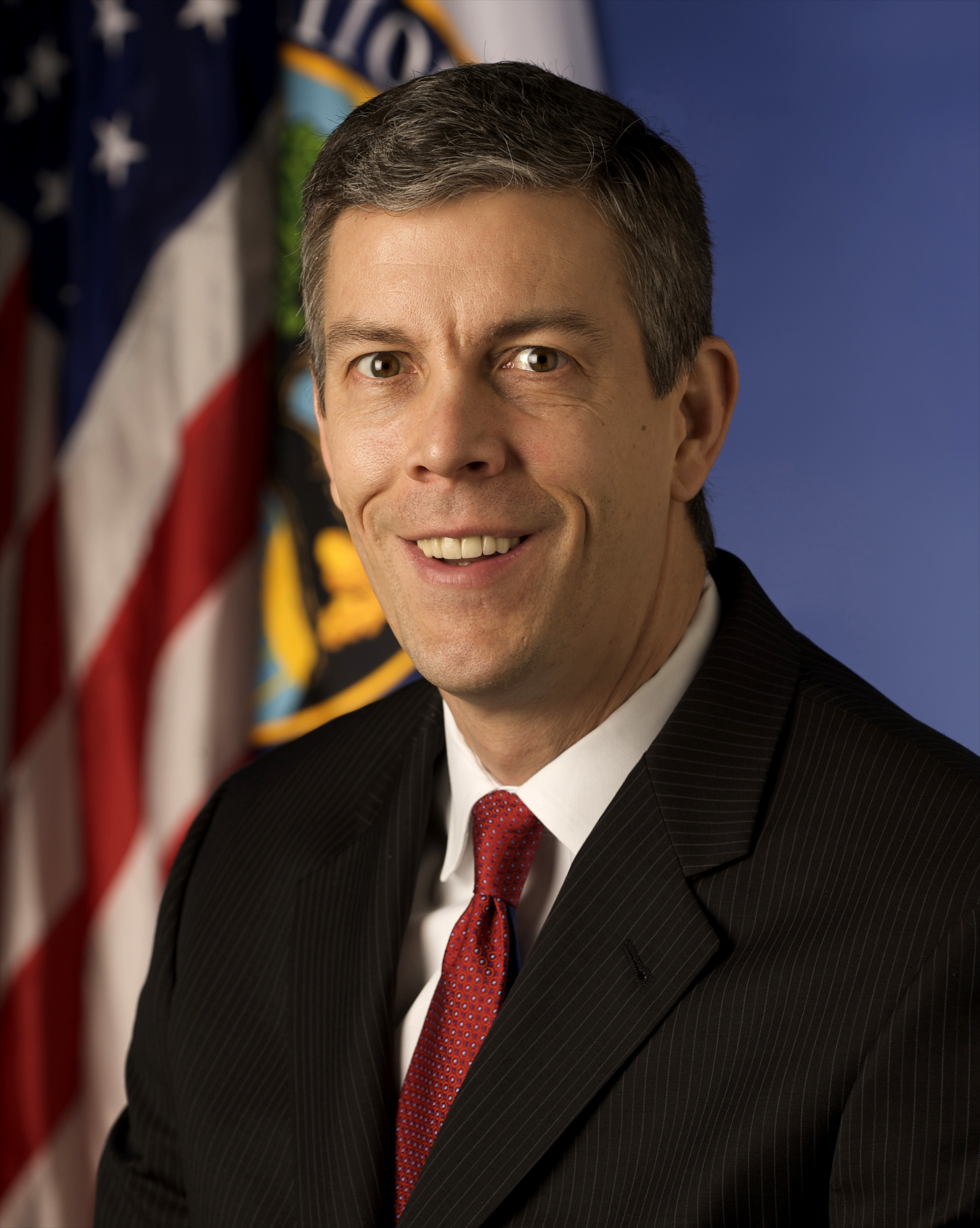
Arne Duncan Secretario de Educación (anunciado el 16 de diciembre de 2008)
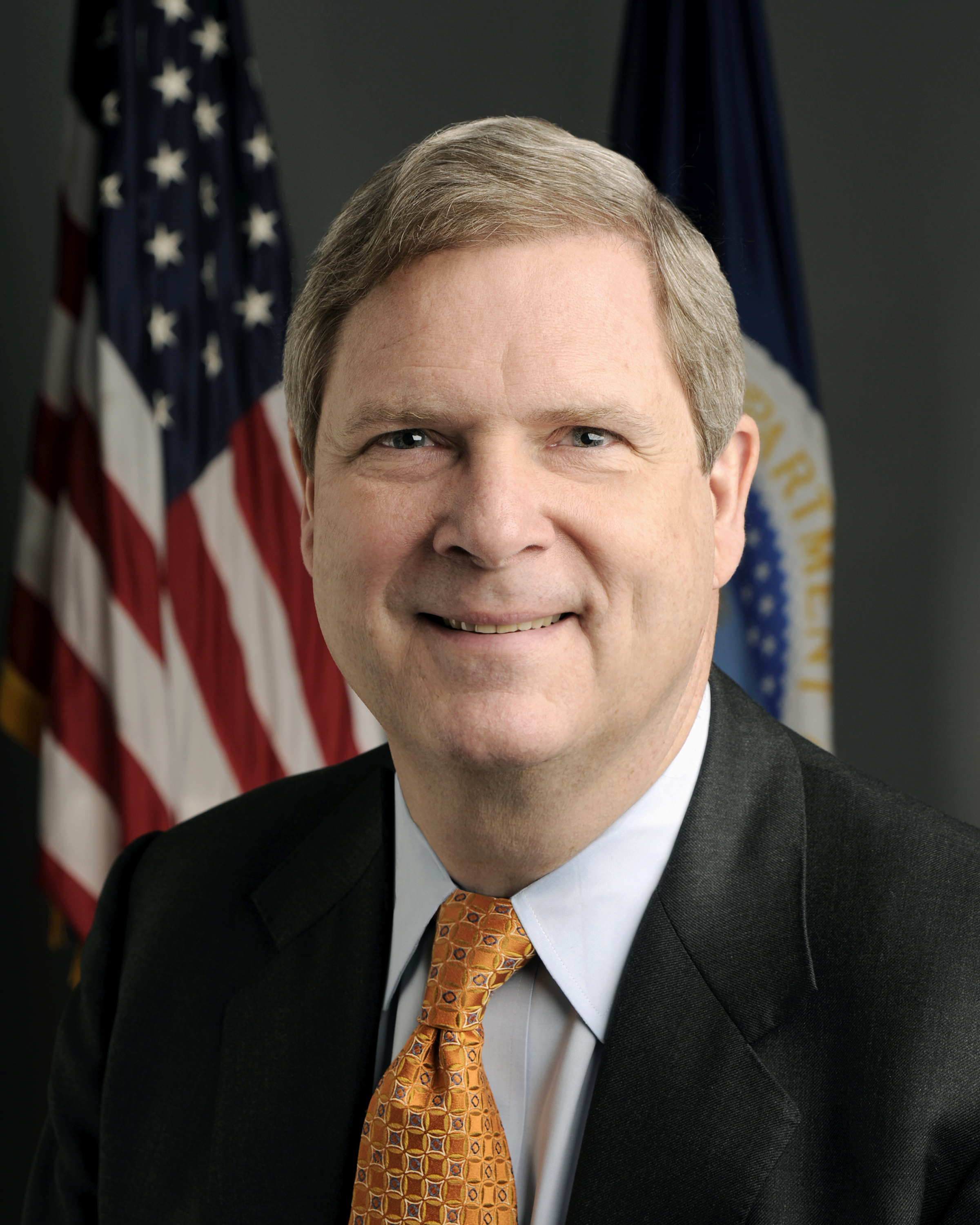
Tom Vilsack Secretario de Agricultura (anunciado el 17 de diciembre de 2008)
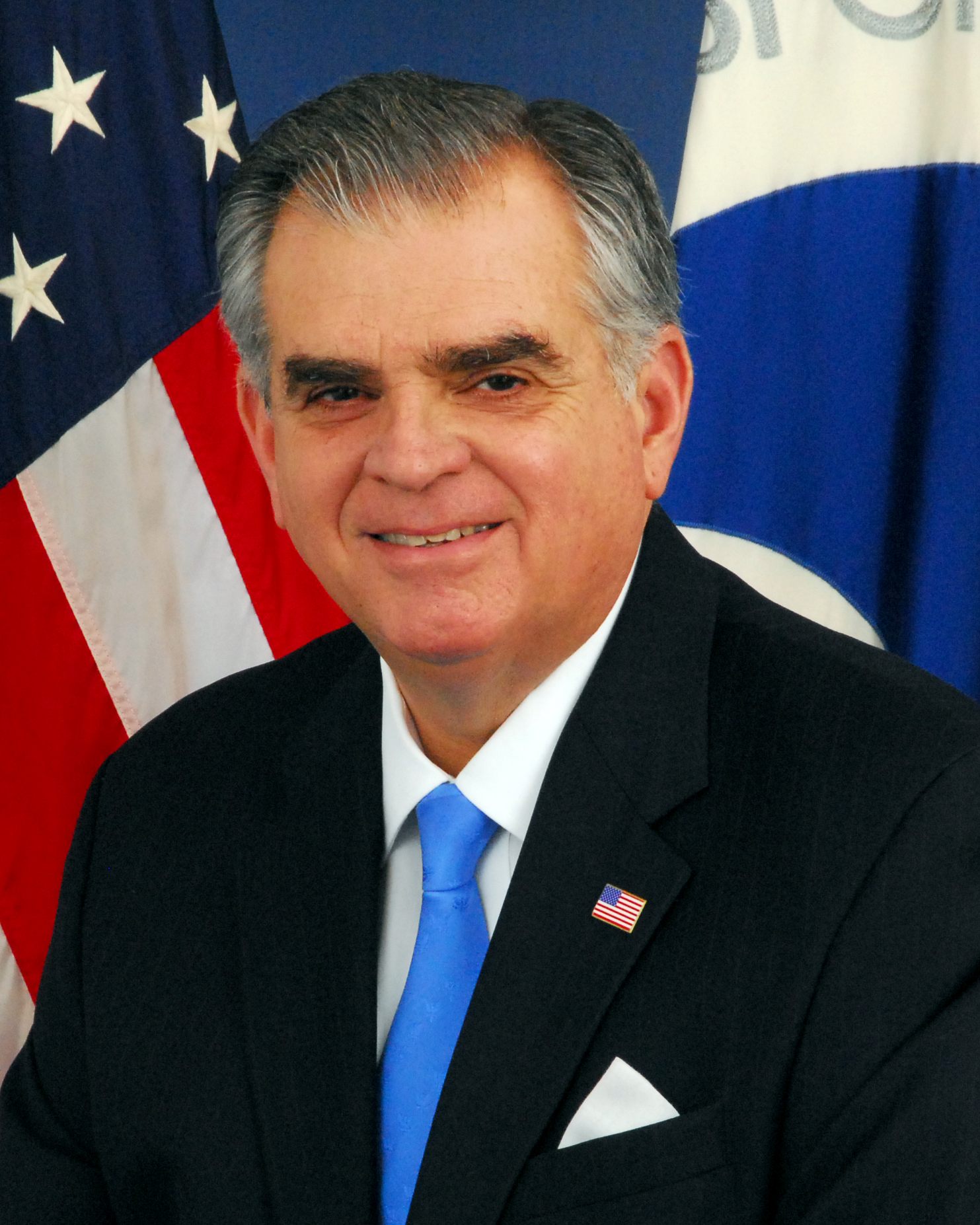
Ray LaHood Secretaría de Transporte (anunciado el 19 de diciembre de 2008)
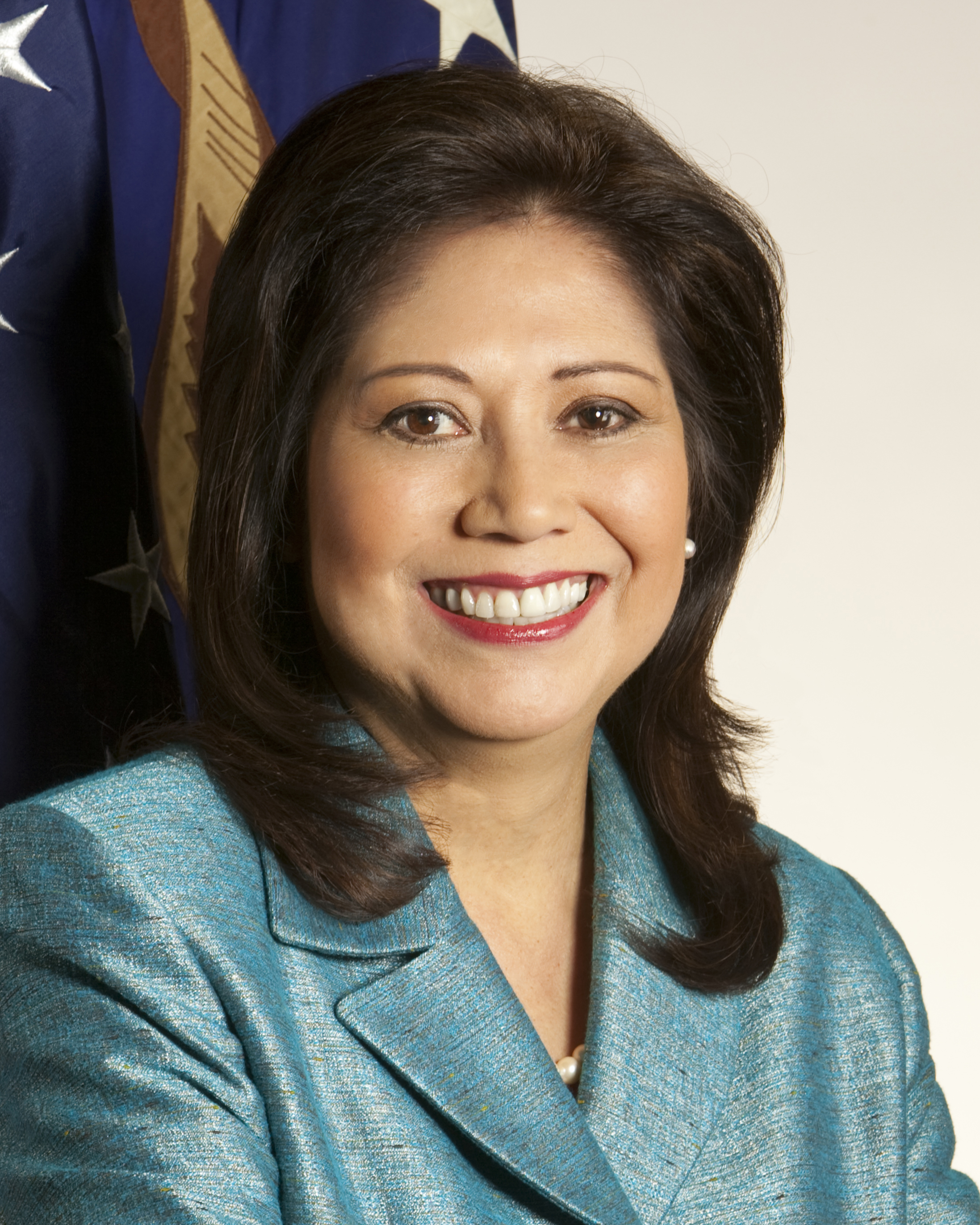
Hilda Solis Secretaría del Trabajo (anunciada el 19 de diciembre de 2008, requerirá de un Saxbe fix)
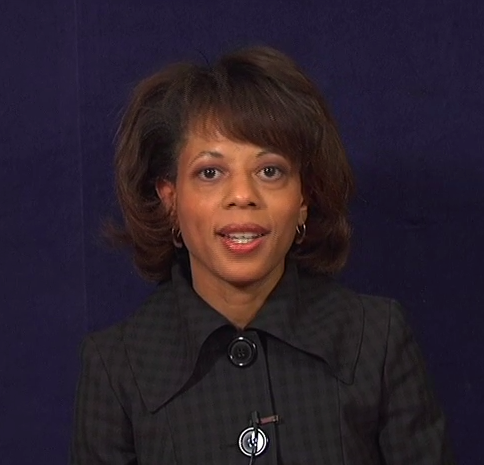
Melody Barnes Director del Consejo de Política Interior (anunciado el 24 de noviembre de 2008)

#### Económico

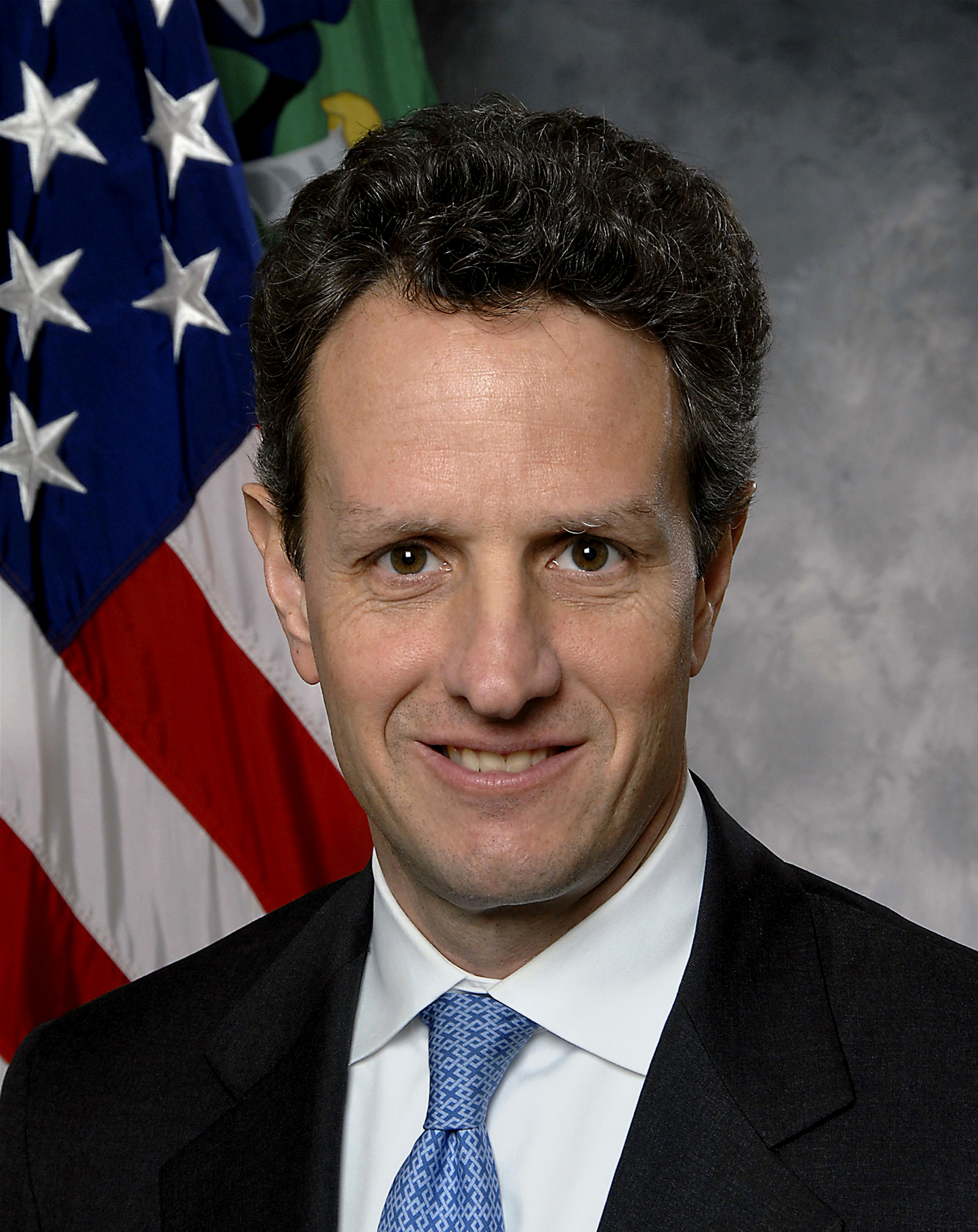
Timothy Geithner Secretario del Tesoro (anunciado el 24 de noviembre de 2008)
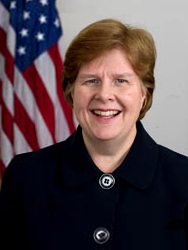
Christina Romer Presidenta del Consejo de Asesores Económicos (anunciado el 24 de noviembre de 2008)
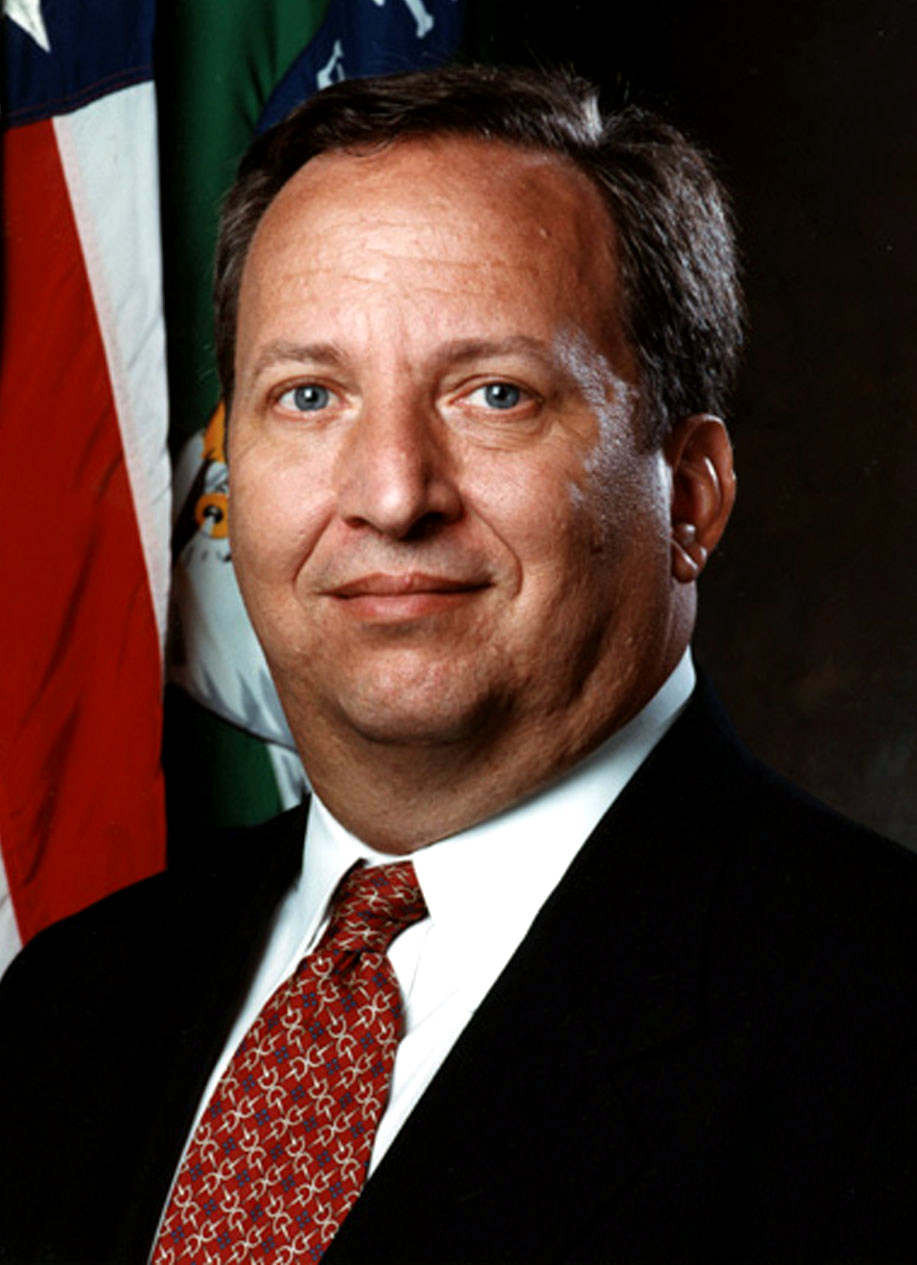
Lawrence Summers Director del Consejo Nacional de Economía (anunciado el 24 de noviembre de 2008)
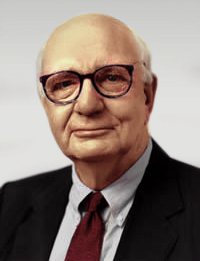
Paul Volcker Presidente de la Junta Consultiva de la recuperación económica del presidente (anunciado el 26 de noviembre de 2008)
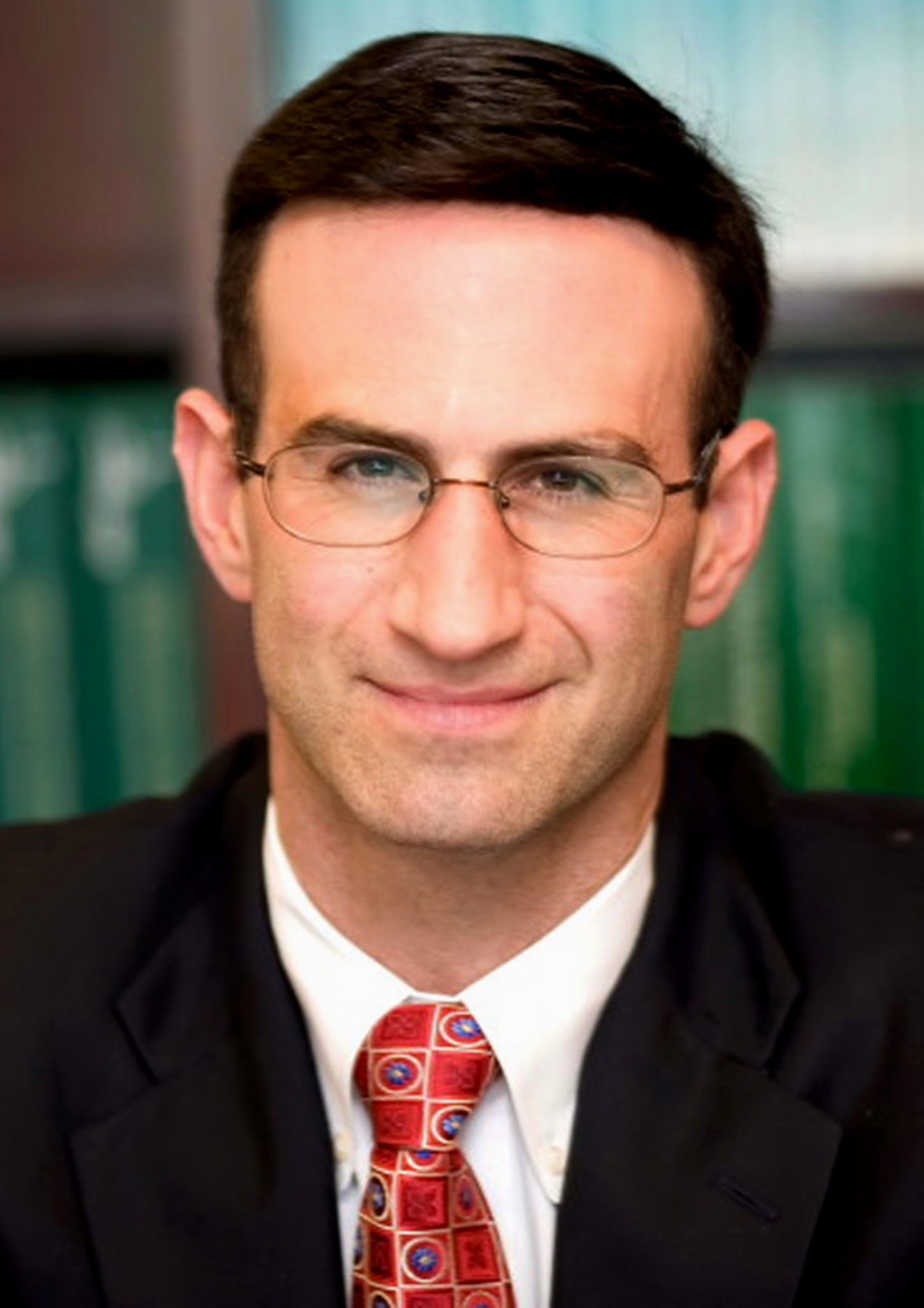
Peter R. Orszag Director de la Oficina de Gerencia y Presupuesto (anunciado el 25 de noviembre de 2008)
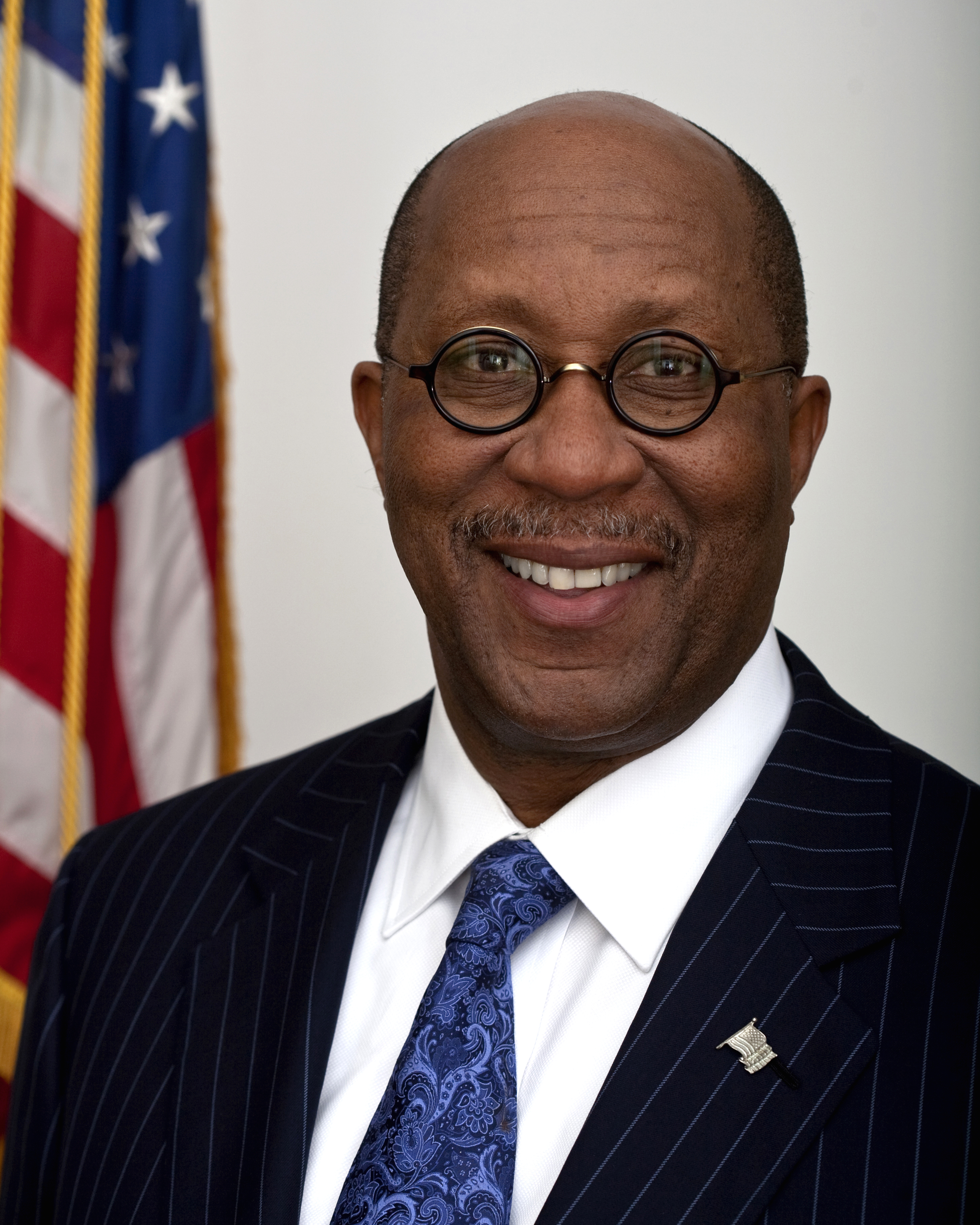
Ron Kirk Representante Comercial de los Estados Unidos (anunciado el 19 de diciembre de 2008)

#### Medio ambiente y energía

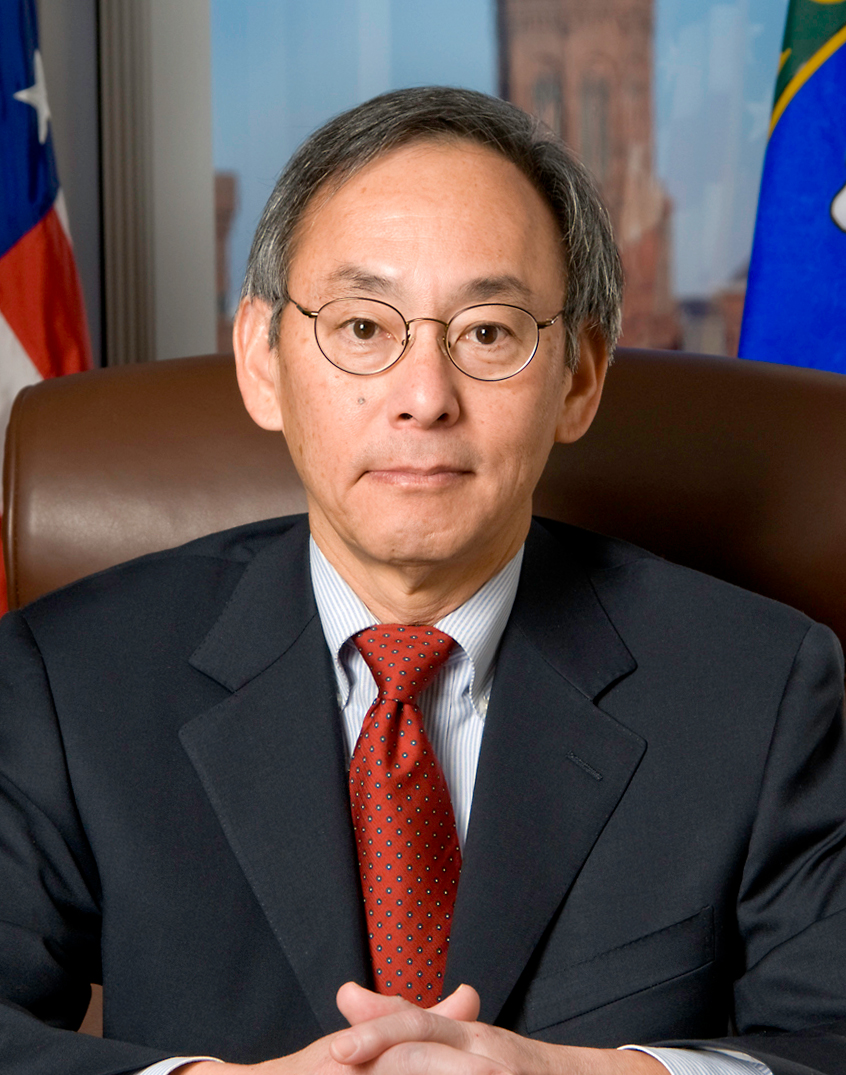
Steven Chu Secretario de Energía (anunciado el 15 de diciembre de 2008)
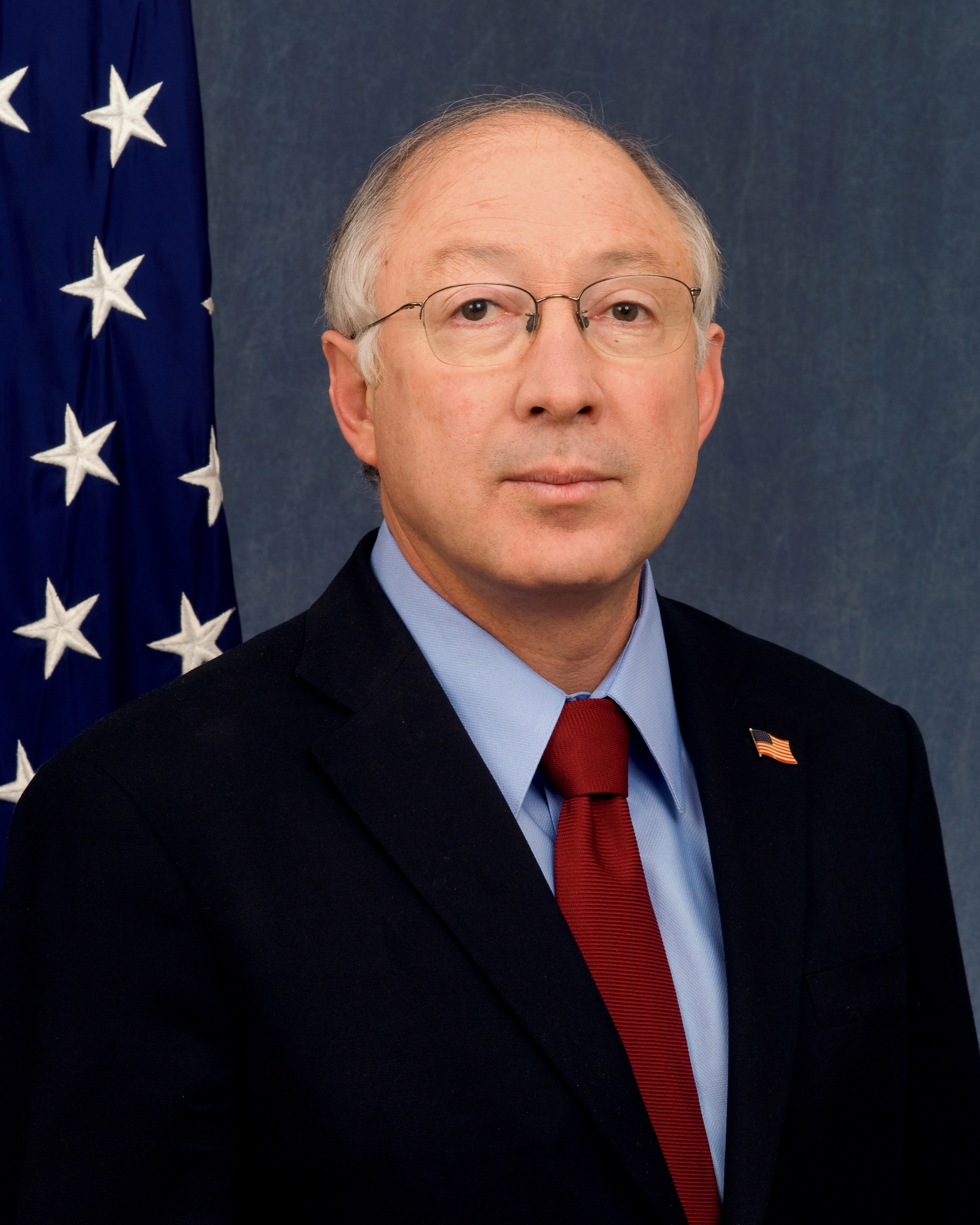
Ken Salazar Secretario del Interior (anunciado el 17 de diciembre de 2008; la nominación requerirá de un Saxbe fix por el Congreso)
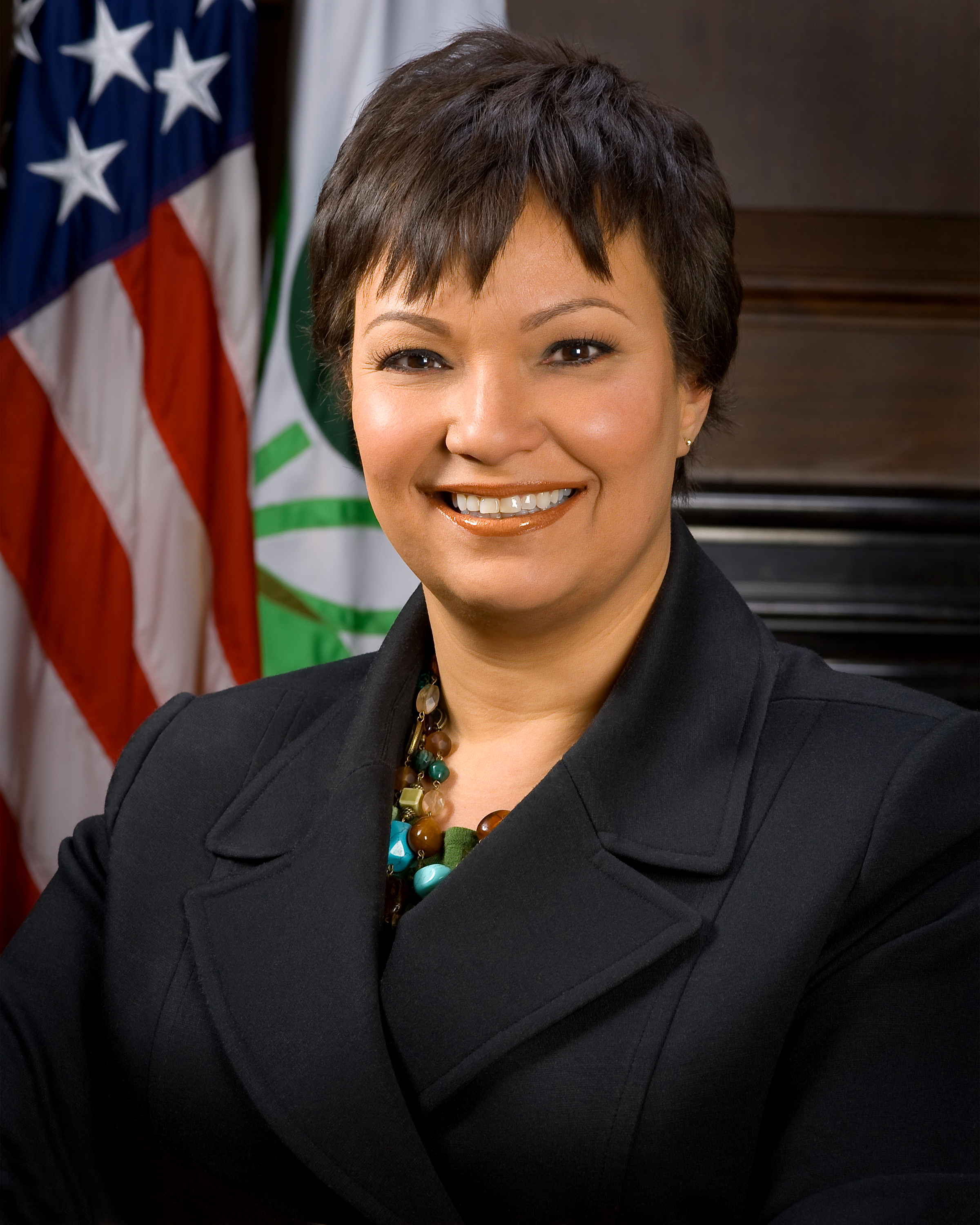
Lisa P. Jackson Administrador de la EPA (anunciado el 15 de diciembre de 2008)
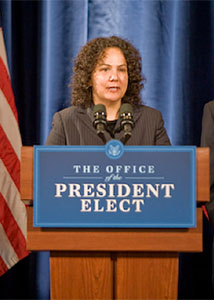
Nancy Sutley Presidenta del Consejo de Calidad Ambiental (anunciado el 15 de diciembre de 2008)
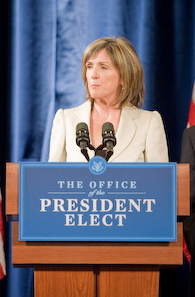
Carol Browner Asistente del presidente para la Energía y el Cambio Climático (anunciado el 15 de diciembre de 2008)

#### Seguridad nacional

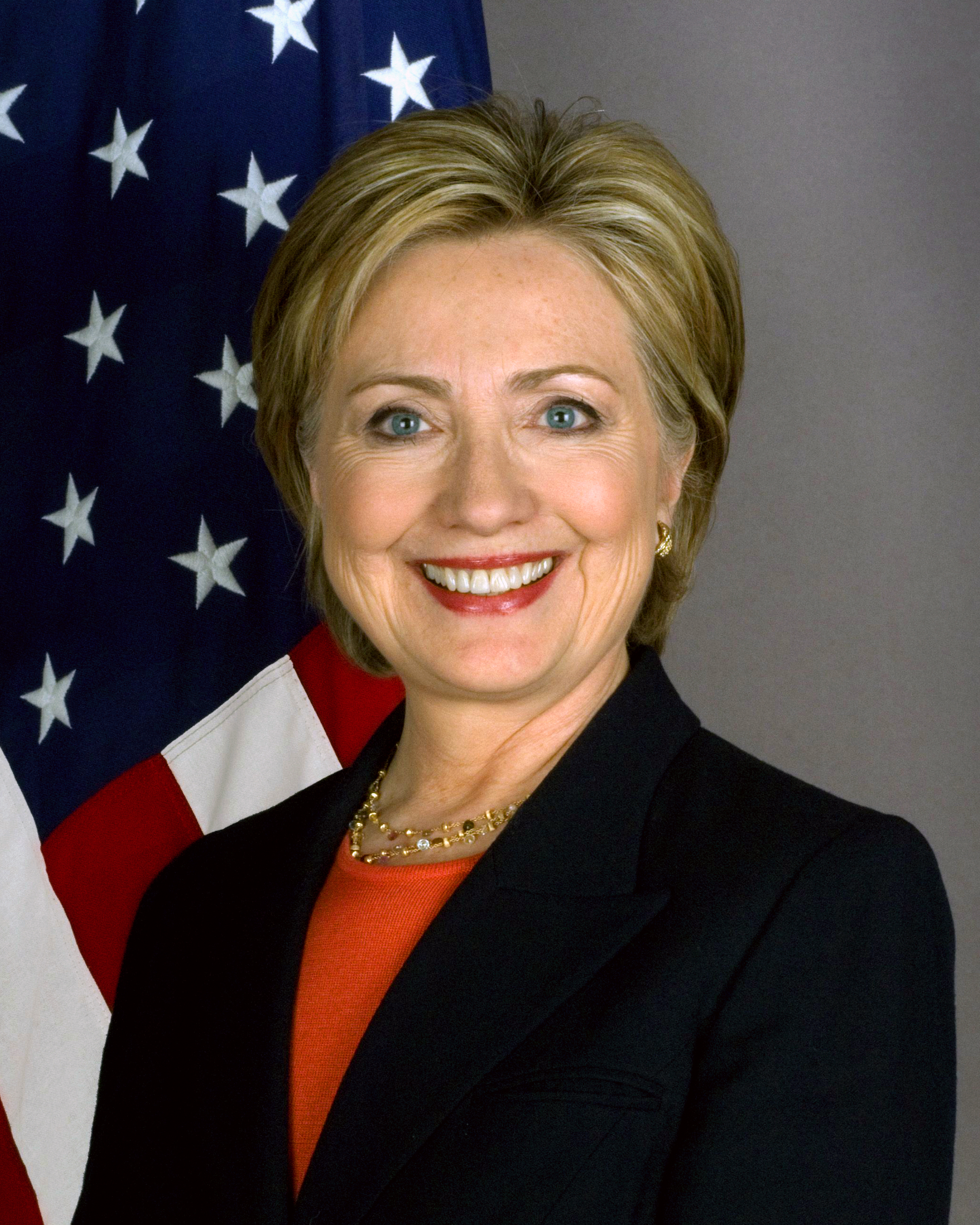
Hillary Clinton Secretaría de Estado (anunciada el 1 de diciembre de 2008)[74] (en la nominación se le otorgó un Saxbe fix)
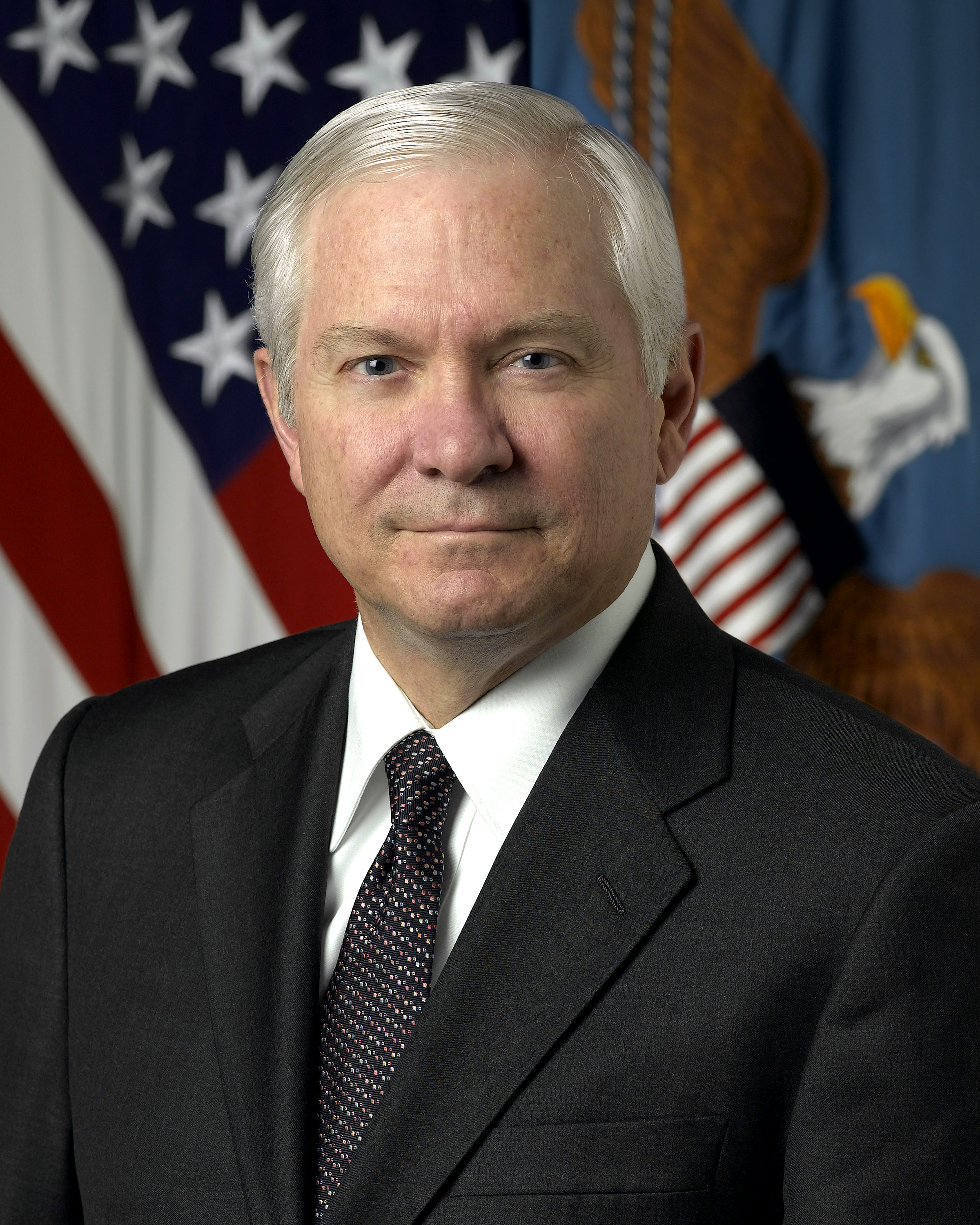
Robert Gates Continuará como Secretario de Defensa (anunciado el 1 de diciembre de 2008)
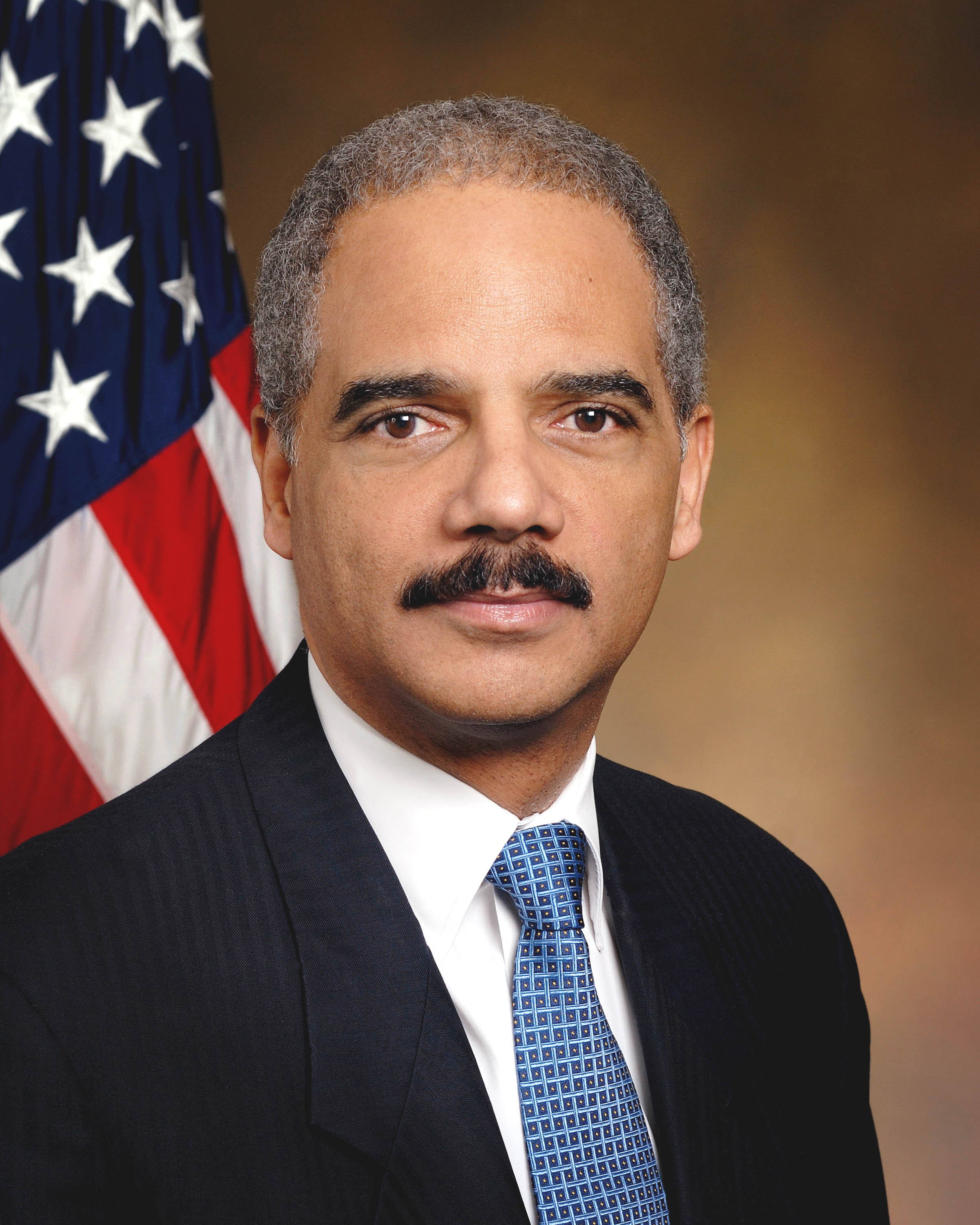
Eric Holder Fiscal General (anunciado el 1 de diciembre de 2008)
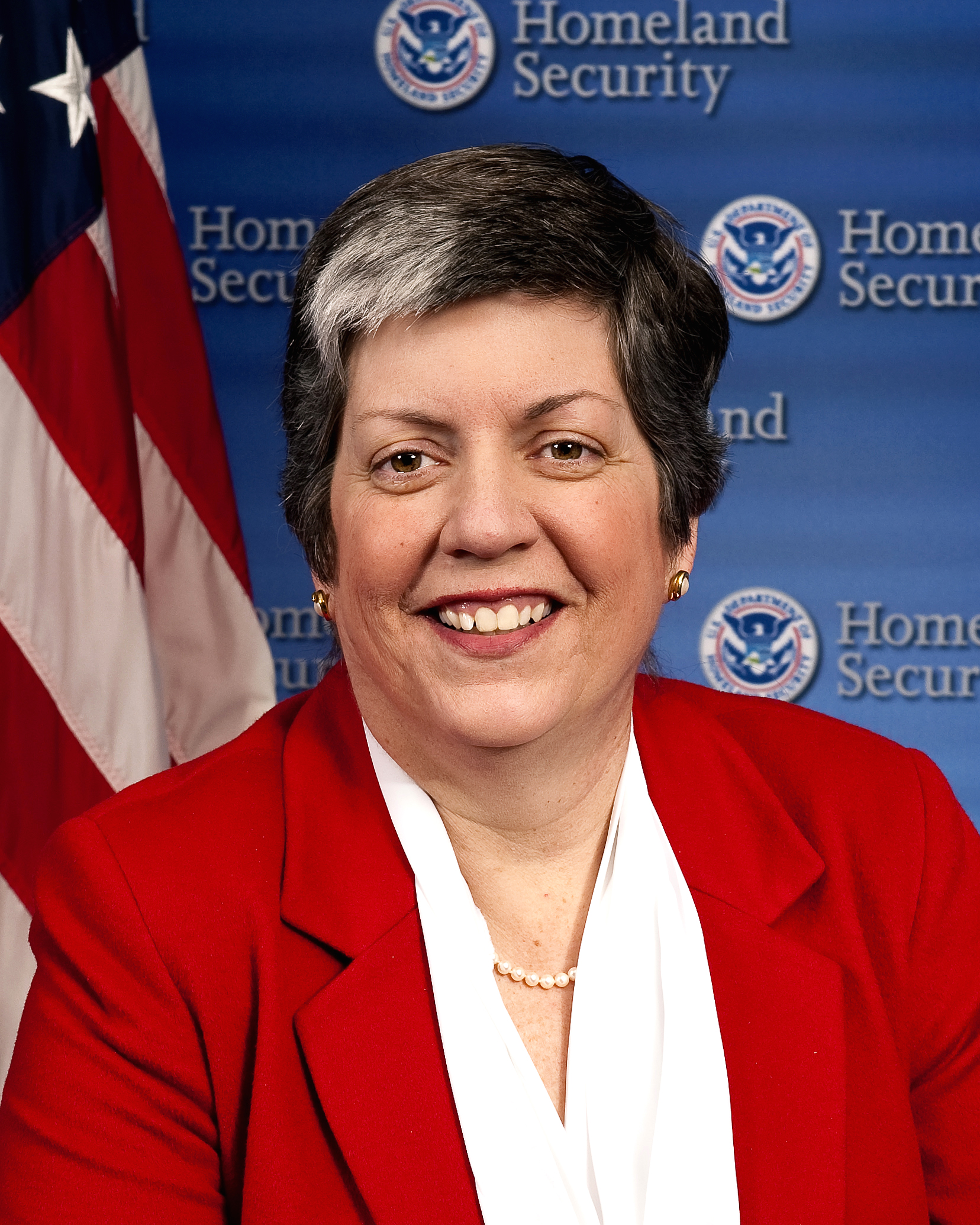
Janet Napolitano Secretaría de Seguridad Nacional (anunciada el 1 de diciembre de 2008)
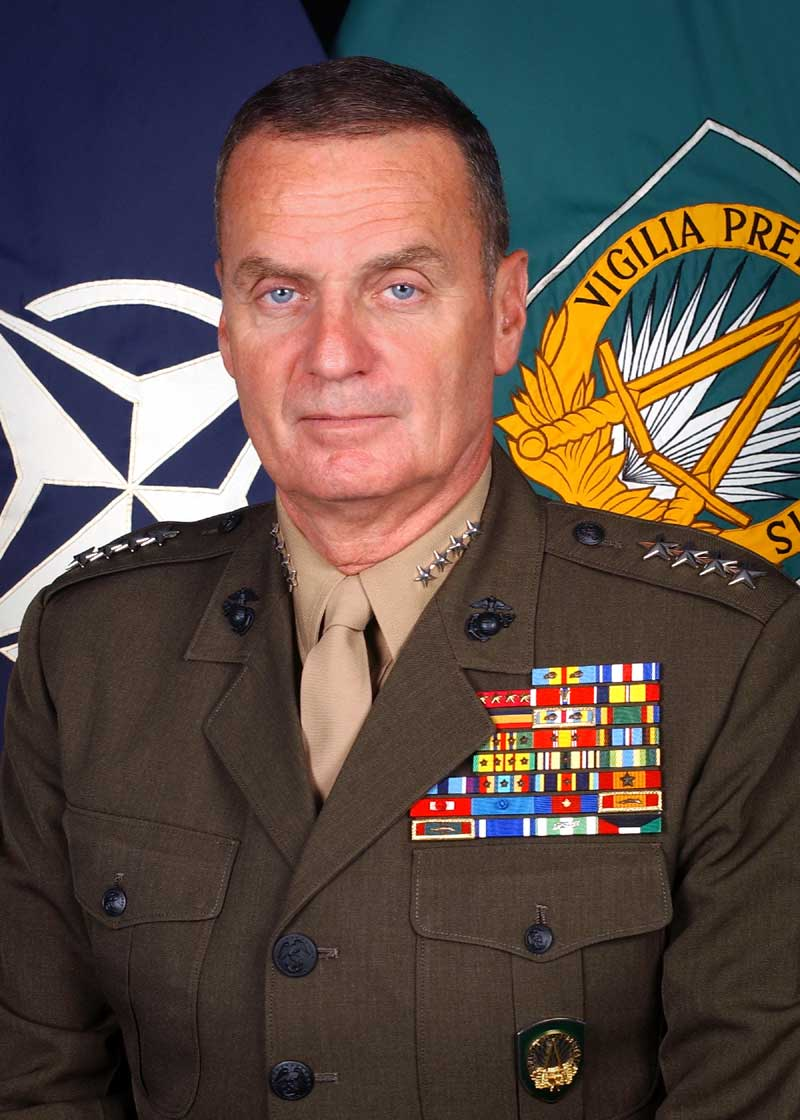
James L. Jones Consejero de Seguridad Nacional (anunciado el 1 de diciembre de 2008)
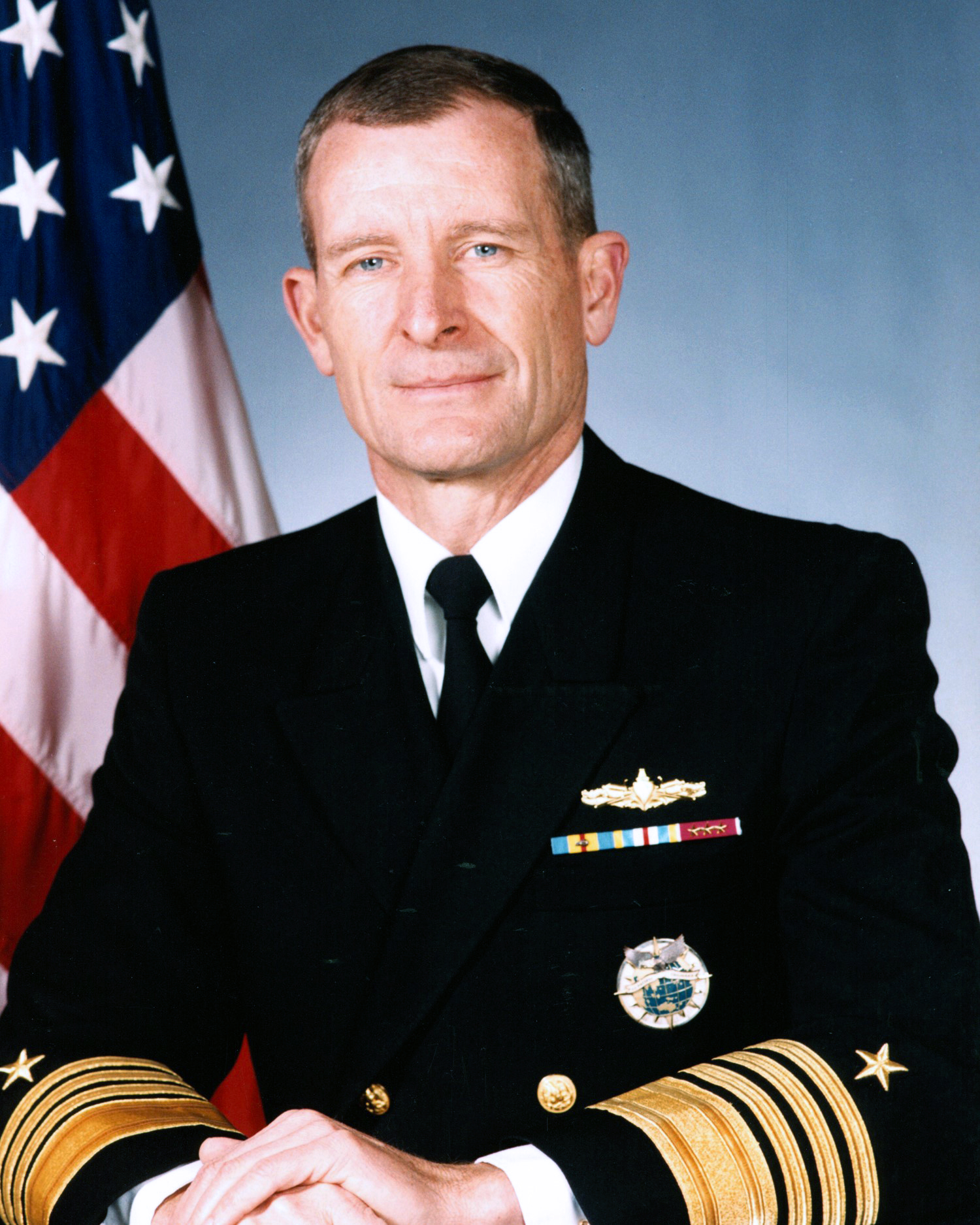
Dennis Blair Director de Inteligencia Nacional (anunciado en enero de 2009)
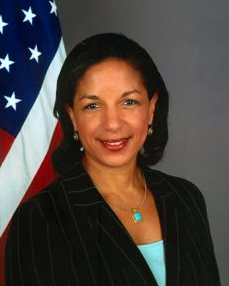
Susan Rice Embajadora de los Estados Unidos ante las Naciones Unidas (anunciada el 1 de noviembre de 2008)

## Programa emergente
El desarrollo de la agenda presidencial de Obama se divide entre política exterior y doméstica. En la mayoría de los casos, el desarrollo de este programa implica hacer frente a las crisis que ya están en marcha. Su principal decisión estratégica se refiere a la rapidez para pasar proyectos de ley al Congreso. Algunos de sus asesores sugieren hacerlo rápidamente, como lo hizo Franklin D. Roosevelt en 1933, bajo la creencia de que un enfoque moderado perdería tiempo muy valioso al inicio de su Presidencia, cuando su capital político sea más fuerte. Otros sugieren moverse más lento, como lo hizo Bill Clinton en su intento de promulgar una programa nacional de salud, basado en la noción de que los cambios rápidos podrían desgastar rápidamente cualquier consenso bipartidista. Es probable, en todo caso, que el emita una serie de decreto de leyes en los días de su investidura, entre ellos una revocación de los decretos de leyes de la era de Bush en restringir fondos para la planificación familiar (incluido el aborto) y los servicios de la investigación de células madre. Existe la posibilidad de que el nuevo gabinete del cargo de asesoramiento, se creará al supervisar el Departamento de Energía, Departamento de Interior y Agencia de Protección Ambiental.
Según Podesta, el equipo de transición está llevando a cabo una revisión exhaustiva de los decretos de leyes de Bush en un esfuerzo para encontrar cambios rápidos que se pueden aplicar en el primer día en el cargo. Podesta también dijo que había grandes convenios que podían lograrse sin esperar a que el Congreso para que actué y que Obama quiere actuar con rapidez para restablecer la "sensación de que el país está trabajando en nombre del bien común."

### Agenda económica
La agenda económica en virtud del programa de desarrollo se pensaba inicialmente en centrarse en medidas a corto plazo destinadas a mantener pérdidas económicas generalizadas para que así se pudiera formular a largo plazo una agenda económica. Ese enfoque posteriormente pasó a un plan de estímulo a un plazo más largo, con el objetivo de crear 2,5 millones de puestos de trabajo durante un período de dos años. Con un costo de $ 700 a $ 800 mil millones, el plan de estímulo costaría más de un cuarto de millón de dólares por puesto de trabajo creado (al dividir 750 mil millones por 2,500,000 produciendo una ganancia de $ 300,000). Sin embargo, en una entrevista televisiva a nivel nacional el 7 de diciembre de 2008, reconoció que su agenda había cambiado en los últimos meses, y que el paquete de estímulo de a corto plazo era de primera prioridad. Él quiere hacer hincapié en la creación de proyectos de infraestructura para crear rápidamente nuevos puestos de trabajo. Barack Obama dijo que esperaba firmar el paquete de estímulo para pasarla a la ley poco después de asumir el cargo el 20 de enero de 2009.
Las inquietudes más importantes de Obama era el de una propuesta de estímulo económico que algunos Demócratas del congreso han defendido. Al igual que los anteriores paquetes de estímulo, la propuesta actual es de demanda (keynesiano) en la naturaleza. Sin embargo, probablemente consistirá en el aumento de la financiación del seguro de desempleo, el Programa de Cupones para Alimentos y proyectos de infraestructuras, en vez de desgravaciones fiscales. De hecho, Obama afirma estar planificando "el mayor programa de infraestructura en carreteras y puentes y otras infraestructuras tradicionales desde la construcción del sistema de carreteras federales en la década de 1950." Sin embargo, él también está haciendo hincapié en sus planes de "enverdizar" la gobierno federal mediante la actualización de calefacción y los sistemas de alumbrado de edificios federales, así como importantes inversiones en iniciativas tecnológicas como expedientes médicos electrónicos mandatarios, la mejora en el uso de computadoras en escuelas, y la disponibilidad universal de banda ancha.
Se está considerando también Fondos adicionales para Medicaid. Un proyecto de ley de estímulo similar fue aprobado por la Cámara de Representantes el 26 de septiembre de 2008, pero nunca fue aprobado por el Senado. Obama se comprometió a promover un proyecto de ley de estímulo al inicio de su presidencia, si no se aprueba antes de su toma de posesión el 20 de enero de 2009.
Además, Obama está considerando la petición de los EE. UU. para la infusión de $50 millones para la industria automotriz, además de los $25 millones que ya se aprobaron, pero hace hincapié en que su apoyo está "condicionado a ellos haciendo importantes ajustes."
Se espera también que Obama impulse un programa para gastar $ 150 mil millones en más de 10 años para desarrollar nuevas fuentes de energía renovable. Este dinero se utilizaría también para alentar a la conservación de energía y ayudar a desarrollar la industria automotriz en nuevos tipos de combustible. Sin embargo, la revista Mother Jones informó de que el Impuesto sobre beneficios de las empresas petroleras que el citó con frecuencia durante la campaña fue suprimida de la agenda.
Según el sitio web de la transición, Obama también espera reavivar el voluntariado mediante la ampliación del AmeriCorps y el Cuerpo de Paz, y también la creación de un nuevo Cuerpo de Clases. Entre los otros voluntarios se informó la de un Cuerpo de Salud, Cuerpo de Energía Limpia, y un Cuerpo de veteranos. Los estudiantes de primaria y secundaria se les pedirá que hagan 50 horas de servicio comunitario al año. Los estudiantes serán elegibles para recibir $ 4000 en crédito fiscal para las matrículas, a cambio de servicio comunitario. Se proyecta también la mejora de los programas de voluntariado dirigidos a personas de la tercera edad.

### Agenda en sanidad
El 5 de diciembre, Tom Daschle, quien ha sido designado para dirigir los esfuerzos de Obama para la reforma sanitaria, anunció una campaña de un mes para solicitar el aporte del público sobre la forma de esa reforma. La gente se está animando a celebrar reuniones comunitarias para discutir el asunto, y para enviar sus ideas sobre www.change.gov, donde más de 10 000 observaciones fueron publicadas. Aunque líderes demócratas se reunieron en privado durante varios meses para preparar un paquete legislativo para la investidura en enero, Daschle estaba ansioso por evitar la apariencia de que la transición estaba trabajando a puerta cerrada para crear un programa de cambio radical.
Esta técnica, desarrollada por organizaciones de base como MoveOn.org, está diseñada para reforzar la idea de que Obama tiene intención de continuar agresivamente su agenda de reformas de sanidad pública a pesar del empeoramiento de la economía. "El presidente electo, Obama hizo la reforma de salud como una de sus principales prioridades, y estoy aquí para decirles que su compromiso de cambiar el sistema de salud sigue siendo fuerte y enfocado", dijo Daschle.
Durante una conferencia de prensa el 11 de diciembre de 2008, Obama vinculó la reforma sanitaria en el próximo paquete de estímulo económico, señalando que "Es algo que no podemos poner dejar fuera, porque estamos en emergencia". "Esto es parte de la emergencia." Se espera que el estímulo legislativo incluya un aumento de $ 40 mil millones en gastos de Medicaid durante más de dos años, además la de una inversión masiva en información tecnológica de salud. También se está considerando la financiación para el reentrenamiento de trabajadores médicos, la ampliación del Programa Estatal de Seguro de Salud Para Niños (SCHIP), y la expansión de las provisiones de COBRA que permiten a los desempleados comprar un seguro de salud a través de su anterior plan de seguro.

### Agenda de política exterior
Una de las principales cuestiones en política exterior que Obama mantuvo durante la campaña presidencial era el de su promesa que retiraría la mayoría de las tropas estadounidenses de la Guerra de Irak dentro de dieciséis meses después de su juramento como presidente.
Otra área se refiere a los tres ámbitos de la política exterior que el presidente Bush se ha centrado durante los últimos meses de su mandato: El desarrollo nuclear de Irán, el arsenal nuclear Corea del Norte y las conversaciones de paz entre Israel y la Autoridad Nacional Palestina. En los tres casos, una estructura diplomática fue establecida, aunque algunos de los objetivos actuales pueden ser diferentes de los que se llevará a Obama como presidente.

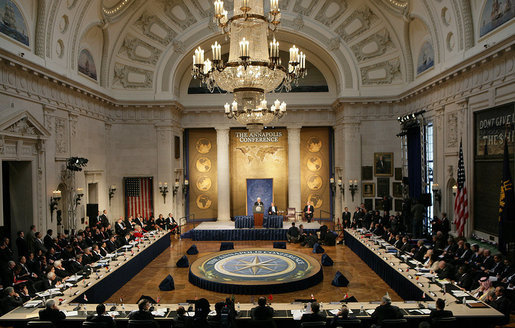
La Conferencia Annapolis reunidos en noviembre de 2007.

En el Medio Oriente, Bush inició un nuevo enfoque para el proceso de paz, el llamada proceso Annapolis, que trata de fomentar a los dirigentes israelíes y palestinos llegar a un acuerdo sobre un acuerdo de paz. Aunque en ambas partes se cita de forma exitosa estos debates, los críticos creen indebidamente que las conversaciones han ignorado a Hamás, que ha sido etiquetada como una organización terrorista, a pesar del hecho de que tiene una enorme cantidad de poder político.
Obama no especificó cuál sería su enfoque, aunque se considera que lo más probable es que nombre a un comisionado de un alto nivel al Medio Oriente, en parte para liberar a su Secretario de Estado de modo que se puedas tratar otros asuntos. Hamás expresó su voluntad de hablar con Obama, quien dijo que iba a corresponder sólo si renuncia al terrorismo, reconociendo el derecho de Israel a existir, y se compromete a respetar los acuerdos anteriores. El líder de Hamás en Gaza, Ismail Haniya, dijo que el gobierno de Hamás aceptaría un estado palestino que sigue la Línea Verde y ofrecería a Israel una tregua a largo plazo si Israel reconoce los derechos nacionales de los palestinos.
Durante su segundo mandato, Bush estuvo de acuerdo con Corea del Norte a poner fin a sus programas de armas nucleares. Para evitar un colapso en el proceso, Bush accedió a retirar a Corea del Norte de la lista del Departamento de Estado de los estados patrocinadores del terrorismo. Obama apoyó esa decisión. Obama criticó a Bush por haberse tardado tatno tiempo para comprometerse con el Norte e indicó que estaría deseoso de participar en un esfuerzo diplomático más activo, con el fin de llegar a un acuerdo. Un alto funcionario de Corea del Norte recientemente dijo a los periodistas que "estamos dispuestos a tratar" con la próxima administración Obama.
Obama también se deliberó sobre la manera de tratar con Irán. La ex Secretaría de Estado Condoleezza Rice se reunió con una coalición de seis estados - el Reino Unido, Francia, Alemania, Rusia, China, y los Estados Unidos - para hacer frente a Irán.
Mientras que el grupo ganó la aprobación de la ONU, Irán ha ignorado en gran medida sus demandas. Mientras que Obama defendió cuidadosamente las directas conversaciones planificadas con Irán, que considera probable que construyan la coalición con el fin de negociar un acuerdo con Irán.
Además, Obama está formulando una política para hacer frente a los escudos de defensa de misiles que está en construcción en Polonia. Se discutió el asunto con los presidentes de Polonia Lech Kaczyński y Rusia Dmitri Medvédev. Mientras que sus asesores están trabajando en una política de escudo antimisiles, su posición actual es que más de una podría ser desplegada en caso de que se "demuestre ser viable".
Obama también planea la revocación de una serie de decretos promulgados por Bush, que tendría el efecto de un vuelco de una práctica que muchos críticos han etiquetado como tortura contra los "detenidos".
Esto incluiría el requerimiento de la CIA para cumplir con el Manual de Campo del Ejército, cuando se interroga a los prisioneros. Sin embargo, se podría encontrar resistencia para algunos de la Comunidad de Inteligencia, con respecto a la viabilidad de una revocación de esas órdenes. Él también tiene la esperanza de cerrar el campo de detención en la Base Naval de la bahía de Guantánamo en Cuba, aunque pueden surgir problemas en ese plan debido a que muchos de los detenidos se han mantenido presos sin pruebas o confesiones mediante coacción, algo que no sería admisible en un tribunal federal.
El 20 de noviembre de 2008, en un artículo de Los Angeles Times se citó, "Grupos anteguerras y otros activistas liberales están cada vez más preocupados de que el equipo de seguridad nacional de Barack Obama estará dominado por nombramientos que favorecieron la invasión de Iraq ... "Es asombroso que ninguno de los 23 senadores y 133 miembros de la Cámara que votaron en contra de la guerra está en la mezcla," dijo Sam Husseini del grupo liberal Institute for Public Accuracy."

### Defensa Nacional
El Secretario de Defensa Robert Gates, que está siendo retenido en la Administración de Obama, ha esbozado un programa de reforma del Departamento de Defensa. Sus ideas se centran en la necesidad de un cambio de prioridades en la costosas armas de alta tecnología, y hacia alternativas de menor costo que son más apropiadas para la guerra que actualmente los EE. UU. se encuentra luchando. Él señala que existen límites en el poder militar de los EE. UU., y considera que el énfasis debe pasar lejos de los combates, y hacia la formación, el asesoramiento y el equipamiento de las fuerzas aliadas para luchar.
Las áreas específicas en las que Gates y Obama se dice que están de acuerdo son:
- Mejorar la coordinación y la cooperación entre los militares y el Departamento de Estado, así como otras agencias civiles.
- Mejorar la capacidad de seguridad de los "aliados de los EE. UU. permitiéndoles aumentar su participación en la Guerra contra el Terrorismo.
- Estar atento a los riesgos de fuerzas militares convencionales, así como insurgencias.
- Cambio de tropas y otros recursos de Irak a Afganistán.
- Continuación de la expansión del Ejército y Cuerpo de Marines.
- Revisión del sistema de adquisiciones del Pentágono.[99]

### Política en energía
Obama hizo la política en energía como una de sus prioridades más importantes durante su campaña. Hacia sus objetivos energéticos de la independencia energética de Estados Unidos a través de la inversión en la producción de energía alternativa, él estableció los siguientes objetivos:
- En 10 años ahorrar más petróleo que las importaciones actuales del Medio Oriente y Venezuela juntos.
- Para el 2015 poner 1 millón de vehículos híbridos enchufables en las carreteras.
- Para el 2012, que 10 por ciento de la electricidad en los Estados Unidos proceda de fuentes renovables y el 25 por ciento en 2025.
- Para el 2050, el 80% de los actualmente emitidos gases de efecto invernadero se eliminarían.

Para lograr estos objetivos, Obama propuso las siguientes medidas
- Durante más de 10 años invertir $ 150 millones para el desarrollo de la energía con una menor emisión de CO2, incluyendo:
  - La transición a una red digital de electricidad. Crear una Comisión de Modernización de cuadrícula para facilitar la adopción de las prácticas de red inteligente.[102]
  - Acelerar la comercialización de tecnología de vehículos híbridos eléctricos
  - Crear 5 millones de puestos de trabajo para trabajadores de cuellos verdes que participan en proyectos como en la construcción, reacondicionamiento de edificios para hacerlos más eficientes o para generar su propia electricidad.
- Desarrollar e implementar tecnología de carbón limpio.
- Establecer un estándar nacional de combustibles de bajas emisiones de carbono.
- Climatizar un millón de hogares al año.
- Aumentar las normas estándar de eficiencia de combustible "CAFE" para los vehículos
- Establecer la construcción del gasoducto de gas natural de Alaska como alta prioridad.
- Establecer un enfoque de "o se usa o se pierde" a las arrendadoras de petróleo y gas concedida por tierras federales.
- Establecer un programa económico federal de comercio de derechos de emisión.

Las personas con experiencia en la política energética que fueron nombradas por Obama incluyen a Peter Orszag, experto en programas de comercio de derechos de emisión que fue nombrado como director de la Oficina de Gerencia y Presupuesto. John Podesta, que actualmente es el jefe de transición, y fue uno de los primeros defensores de la reorientación Detroit en el uso de alternativas menores de carbono a la gasolina.

## Preparaciones del Servicio Secreto
El Servicio Secreto es el organismo principal para la seguridad y la logística para la Ceremonia de investidura. Su plan para la investidura presidencial de Barack Obama de 2009, que aún no ha sido aprobado por la Comisión Presidencial de investidura, que será creada por la organización de Obama, es la de actualmente tratar de dejar entrar al evento a la mayor cantidad de espectadores posible. Se espera que la seguridad sea estricta, y gran parte del centro de la ciudad de Washington estará cerrada para todo el tráfico. Inicialmente, se pensó que hasta 4 millones de personas llegarían a la zona del National Mall, pero en los recientes informes del Servicio Secreto se indicó que el número no podría ser tan alto. Cuadrillas de hasta 8000 policías patrullaran las calles, y se arrendó el aparcamiento para hasta 10,000 autobuses turísticos. Un portavoz del Metro de Washington advirtió de que el metro "estaría totalmente abrumado.".
El 13 de noviembre de 2008, el Servicio Secreto de Obama anunció que la clave será "Renegade". Además, su esposa será "Renacimiento" y sus hijas' "Rosebud" y "Luminosidad".

### Transición residencial
La primera familia visitó la Escuela de los Amigos Sidewell y la Escuela Georgetown Day antes decidirse en Sidwell. La transición residencial se inició con la primera de las dos paradas intermedias en el Hotel Hay-Adams el 4 de enero. La segunda parada intermedia fue a la Casa Blair el 15 de enero, la fecha tradicional del viaje provisional para los presidentes electos. La transición residencial comenzó antes de la mayoría de los presidentes, ya que las hijas de Obama tenían que comenzar la escuela Sidwell, el 5 de enero. Durante la campaña, Michelle Obama afirmó que la transición residencial prevista sería de lo más unificada posible para todos los miembros de la familia. Michelle, la madre de Marian Robinson, se mudará a la Casa Blanca para ayudar con el cuidado de los niños. En el actual mercado inmobiliario, los Obamas dijeron no tener intención de vender su casa en South Side en Chicago que situada en los límites de las comunidades Hyde Park y Kenwood.

## Libros y revistas
- Halchin, L. Elaine (25 de noviembre de 2008). «Presidential Transitions: Issues Involving Outgoing and Incoming Administrations». Congressional Research Service. Consultado el 14 de enero de 2009.

- «Transcript: President-Elect Obama’s First News Confrerence». New York Times. 7 de noviembre de 2008. Consultado el 7 de noviembre de 2008.

- Sweet, Lynn (5 de noviembre de 2008). «Jarrett, Podesta, Rouse to lead Obama transition; Bill Daley co-chair». Chicago Sun-Times. Archivado desde el original el 10 de diciembre de 2008. Consultado el 5 de noviembre de 2008.

- Baker, Peter; Jeff Zeleny (5 de noviembre de 2008). «For Obama, No Day to Bask as He Starts to Build His Team for Transition». New York Times. Consultado el 5 de noviembre de 2008.

- Baker, Peter (4 de noviembre de 2008). «No Time for Laurels; Now the Hard Part». New York Times. Consultado el 5 de noviembre de 2008.

- «Possible Presidential Appointments». New York Times. 25 de octubre de 2008. Consultado el 5 de noviembre de 2008.

- Espo, David (17 de octubre de 2008). Obama's transition team meets, candidate pushes on. Associated Press. Archivado desde el original el 21 de octubre de 2008. Consultado el 5 de noviembre de 2008.